# 김연아
김연아(金姸兒, 1990년 9월 5일~)는 대한민국의 전직 피겨스케이팅 선수이다. 2010년 동계 올림픽 여자 싱글 부문 금메달리스트, 2014년 동계 올림픽 여자 싱글 부문 은메달리스트, 그리고 2009년 · 2013년 세계 선수권 챔피언이다. 대한민국 최초의 올림픽 메달리스트, 세계선수권대회 메달리스트로, 대한민국 피겨계의 선구자 역할을 한 스포츠인이다. 2003년, 2004년, 2005년, 2006년, 2013년, 2014년 한국 피겨스케이팅 종합 선수권 대회 우승자이기도 하다. (6회 우승) 또한 2009년 4대륙 피겨스케이팅 선수권 대회 우승, ISU 그랑프리 파이널 3회 우승을 통해 피겨스케이팅의 여자 싱글 부문에서 4대 국제 대회(동계 올림픽, 세계 선수권, 4대륙 선수권, 그랑프리 파이널)의 그랜드 슬램을 사상 최초로 달성한 선수이기도 하다.
2009년 세계 선수권 대회에서 총점 207.71을 기록해 여자 싱글 부문에서 사상 최초로 200점을 돌파하였다. 2010년 동계 올림픽에서는 쇼트 프로그램 78.50점, 프리 스케이팅 150.06점, 총점 228.56으로 다시 세계 최고 기록을 경신하였다. 2007년 세계선수권 쇼트 프로그램 이래로 여자 싱글 부문의 쇼트·프리·총점에서 모두 11번의 세계  최고 기록을 수립했으며, 이 중 8번이 자신의 기록을 자신이 경신했다. 김연아가 보유하고 있었던 쇼트 기록은 2014년 세계 피겨스케이팅 선수권 대회에서 일본의 아사다 마오에 의해서 경신될 때까지 세계 최고 기록이었으며, 프리·총점 기록은 2017년 유럽 피겨스케이팅 선수권 대회에서 러시아의 예브게니야 메드베데바에 의해서 경신될 때까지 세계 최고 기록이었다.
2011년 세계 선수권 이후에는 2018년 동계 올림픽의 대한민국 평창군 유치 홍보 대사로 활동하여, 2011년 7월 7일(대한민국 시간 기준) 남아프리카 공화국 더반에서 결정된 2018년 동계 올림픽의 대한민국 평창군 유치에 크게 기여했다. 자크 로게 IOC 위원장이 특별한 관심을 기울여 준비한 대회인 2012년 제1회 동계 유스 올림픽의 홍보대사로 임명되었고, 2012년 이러한 활동을 바탕으로 동계 올림픽 유치 공로를 인정받아 국민훈장 모란장을 받았다. 2016년에는 제2회 동계 유스 올림픽 홍보대사로 위촉되어 활동하였다.
또한, 2014년 동계 올림픽까지 출전한 모든 대회에서 3위 내에 입상하여 피겨스케이팅 여자 싱글 부문에서 최초로 올포디움(All Podium)이라는 대기록을 달성했다. 종교는 천주교이며, 세례명은 '스텔라(Stella)'이다.
2022년 10월에 성악가이자 크로스오버 사중창 그룹 포레스텔라의 멤버인 고우림과 결혼했다.

## 약력
1990년 9월 5일 경기도 부천시 원미구 도당동에서 아버지 김현석과 어머니 박미희 사이에서 2녀 중 차녀로 태어났다. 어린 시절 군포시로 이사한 김연아는 7살인 1996년에 과천시의 실내 빙상장을 찾았다가 스케이트를 타기 시작했고, 류종현 코치의 권유로 본격적인 피겨스케이팅 선수 생활을 시작하였으며, 14세였던 2003년에 피겨스케이팅 국가 대표로 선발되었다. 김연아의 코치는 2007년 이전까지 대한민국 내에서 신혜숙, 지현정, 김세열 등이 담당했었고, 2007년부터 2010년까지 캐나다의 브라이언 오서가, 2010년 10월 이후로는 미국의 피터 오피가드가 맡았다. 2012년부터는 김연아에게 처음 피겨를 권한 류종현 코치와 어린 시절 코치인 신혜숙 코치가 맡았다. 김연아의 경기 프로그램과 갈라 안무는 거의 2006년부터 함께한 안무가 데이비드 윌슨이 만들었다. 훈련지는 2007년 이전까지는 해외 전지훈련을 가기도 했지만 국내에서 훈련을 주로 했으며 2007년부터 2010년 8월까지는 캐나다 토론토 크리켓 스케이팅 컬링 클럽에서 훈련했다. 2010년 이후로는 미국 로스앤젤레스의 이스트 웨스트 아이스팰리스와 서울의 고려대학교 빙상장 및 태릉선수촌 빙상장 등에서 훈련하였으며 주 훈련지는 태릉선수촌 빙상장이다. 김연아의 매니지먼트를 맡고 있는 곳은 올댓스포츠이며, 김연아를 후원하는 공식 스폰서 기업으로는 삼성전자, KB국민은행, 현대자동차, E1, 동서식품 등이 있다.
김연아는 노비스 시절부터 참가한 모든 경기에서 포디움(3위) 밖으로 밀려난 적이 없으며, 이 기록은 현재 확실하게 남아 있는 기록을 기준으로 세계 피겨 여자 싱글 부문 역사상 최초이다. 세계 피겨 남자 싱글 부문과 합쳐도 딕 버튼, 김연아 두 사람만이 가지고 있는 기록이기도 하다. 또한 김연아는 2004-2005 시즌부터 도입된 신체점제 하에서 2006-2007 시즌 세계 선수권에서 세운 쇼트 프로그램 점수 세계 신기록을 포함해 프리 프로그램 신기록, 쇼트와 프리 프로그램을 합한 총합계 점수 등으로 세계 신기록을 총 11번 경신하였다. 마지막으로 김연아가 세운 세계 신기록은 2010년 동계 올림픽에서 받은 쇼트 프로그램, 프리 프로그램, 쇼트 프로그램과 프리 프로그램 합계 점수(228.56)이다. 김연아는 2010년 동계 올림픽 이후 미국 타임지에서 세계에서 가장 영향력 있는 100인(Time 100)으로 선정됐으며, 또한 미 국무부 장관인 힐러리 클린턴에게 편지를 받고 미셸 콴이 김연아의 아이스 쇼에서 복귀 무대에 서는 등 다방면의 저명인사와도 친분이 있다.
군포시의 신흥초등학교, 도장중학교, 수리고등학교를 졸업했으며, 2009년 고려대학교에 입학하여 체육교육학을 전공해 2013년 2월 졸업하였고, 현재는 고려대학교 대학원 체육학에 진학하여 석사 과정을 밟고 있다. 2014년 동계올림픽을 마지막으로 현역에서 은퇴했다.

## 생애

### 유년 시절
김연아는 7살 때인 1996년 피겨스케이팅을 시작했다. 군포 신흥초등학교 시절부터 전국동계체육대회 등 각종 국내 피겨대회에서 우승을 하면서 일찍부터 재능을 인정받은 김연아는 2002년 4월 처음으로 출전한 국제대회인 슬로베니아 트리글라브 트로피 대회 노비스(13세 이하) 부문에서 우승하고, 2003년 11월에 열린 크로아티아 골든베어 대회 노비스 부문에서도 우승을 하면서 장차 세계적인 선수로 성장해 나갈 수 있는 가능성을 보였다. 김연아는 12살에 트리플 점프 5종(러츠, 플립, 토룹, 룹, 살코)을 완성했고, 2003년 중학교 1학년때 처음 국가대표로 선발되었다.

### 주니어 시즌

#### 2004-2005 시즌
2004년 주니어 국제무대에 데뷔하였다. 처음으로 출전한 ISU 공인 주니어 그랑프리에서 3회전 5종류의 점프를 성공시키며 1위를 차지하였고, 그 후 중국에서 열린 주니어 그랑프리에서는 2위를 차지하였다. 그랑프리 시리즈 결과에 따라 상위 선수들이 겨루는 주니어 그랑프리 파이널에서는 2위를 기록하였다. 이는 대한민국 피겨 사상 최고의 성적이었다. 이듬해인 2005년 3월에 열린 주니어 세계 선수권대회에서는 3회전 토룹+3회전 토룹 연속 점프를 성공시키며 2위를 차지하였다.

#### 2005-2006 시즌
2005년에 열린 주니어 그랑프리에서 트리플 플립 + 트리플 토룹 연속 점프를 선보였으며, 주니어 그랑프리 파이널에서는 3회전 5종류의 점프를 모두 성공시켜 금메달을 차지했다. 이듬해인 2006년 2월 이탈리아에서 열린 2006년 동계 올림픽에는 나이 제한에 걸려 출전하지 못했다. 2006년 3월에 열린 주니어 세계 선수권대회에서 177.54점으로 24.19의 큰 점수 차이로 아사다 마오를 누르고 1위를 차지하였으며 본격적으로 국제무대에서 이름을 각인시켰다. 또한 이 시즌에 출전한 모든 경기에서 고난도의 트리플 플립 + 트리플 토룹 연속 점프를 모두 성공시켰다.

### 시니어 시즌

#### 2006-2007 시즌

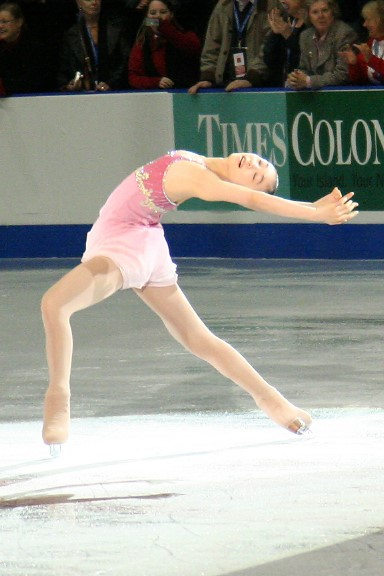
2006년 스케이트 캐나다 당시 김연아의 이나 바우어

2006년 11월 2일부터 5일(현지 시간) 개최된 시니어 데뷔 첫 무대인 스케이트 캐나다에서 3위에 입상했고, 11월 19일에 열린 트로피 에릭 봉파르에서는 대한민국 최초로 시니어 대회 우승을 차지했다. 곧이어 12월 17일, 러시아 상트페테르부르크에서 열린 그랑프리 1~6차 대회를 합산한 상위 6명만이 출전할 수 있는 그랑프리 파이널에서 김연아는 일본의 아사다 마오를 12점 차로 누르고 우승을 차지했다.
2007년부터는, 주니어 시절부터 그녀를 지도한 김세열 코치에서 캐나다의 브라이언 오서 코치로 코치를 변경했다. 2007년 1월 말에 열린 창춘 동계 아시안 게임에는 허리 부상이 악화되어 출전을 포기했다. 그러나 2월에는 제88회 전국동계체육대회에 부상 중임에도 참가해, 고등부에서 총점 139.66점으로 금메달을 차지했다.
2007년 3월 23일, 일본에서 열린 세계 선수권 대회. 김연아는 쇼트프로그램에서 영화 《물랑 루즈》의 음악 〈록산느의 탱고〉에 맞춰 연기를 펼쳐, 71.95점이라는 놀라운 점수로 세계신기록을 수립하면서 쇼트프로그램 1위를 차지했다. 당시 허리 부상이었음에도 불구하고 완벽한 연기를 펼쳐 시니어 데뷔 후 나간 첫 세계선수권대회에서 신기록을 수립해 전 세계를 놀라게 한 것이다. 이는 이전까지 최고 기록이었던 미국의 사샤 코언이 2003년에 세운 71.12점보다 0.83점 높은 기록이었다.
다음날 열린 프리스케이팅에서는 〈종달새의 비상〉에 맞춰 연기했으나 부상의 여파로 7번의 점프 중 2차례 넘어져 종합 3위를 차지, 첫 시니어 세계선수권에서 동메달을 따며 시즌을 마무리한다. 총점은 186.14점으로 자신의 개인 최고 기록을 경신했다. 이로써 김연아는 2006-2007 시즌 랭킹 1위에 올랐다.
2006-2007 시즌의 성과
- 점프 요소에서 2점대의 가산점(+2.00)을 받은 세계 최초의 여자 선수이다.[15]
- 시즌 동안 참가한 모든 경기의 SP, FS에서 트리플 플립 + 트리플 토룹을 100% 성공한 유일한 선수이다.
- 주니어에서 시니어로 데뷔한 당해 그랑프리 파이널에 진출한 역대 3번째 선수이며, 파이널 우승을 차지한 역대 2번째 선수이다.
- 2007 도쿄 세계선수권 쇼트 프로그램에서 71.95 (기술점수 41.49 + 구성점수 30.46)점으로 시니어 데뷔 시즌에 세계신기록을 경신했다.

#### 2007-2008 시즌

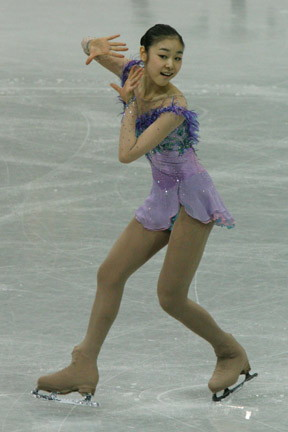
2008년 세계 선수권 대회 쇼트 프로그램 당시의 김연아

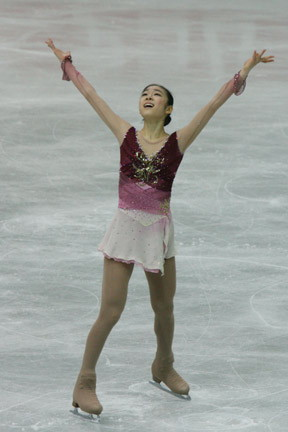
2008년 세계 선수권 대회 프리 스케이트 당시의 김연아

2007년 5월부터 안정되고 체계적인 훈련을 하기 위해 연습거점을 캐나다 토론토로 옮기고 토론토 크리켓 스케이팅 & 컬링 클럽 보관됨 2007-10-22 - 웨이백 머신에서 코치인 브라이언 오서와 함께 훈련하기 시작했다. 2007년 11월 8일에 열린 컵 오브 차이나에서 쇼트프로그램(SP)과 프리스케이팅(FS)에서 한 번씩의 점프 실수를 하였음에도 불구하고 전체적으로 안정되고 질 높은 연기를 선보여 프리스케이팅에서 122.36점으로 자신의 최고 기록을 경신하며 우승을 차지했다. 11월 24일에는 러시아 모스크바에서 열린 컵 오브 러시아에 참가하여 프리와 총점에서 개인 최고 기록을 경신하면서 우승을 차지하였다. 특히 이 대회 프리스케이팅에서 기록한 133.70점은 이전까지 세계 최고 기록이었던 아사다 마오의 133.13점을 넘어서는 세계신기록이었다.
2007년 12월 14일 이탈리아 토리노에서 열린 그랑프리 파이널에서 김연아는 쇼트프로그램 64.62점으로 1위, 프리스케이팅 132.21점으로 2위를 차지하여 합계 196.83점으로 총점 191.59점을 획득한 아사다 마오를 5.24점 차로 제치고 2006년에 이어 대회 2연패를 달성하였다. 그랑프리 파이널 대회 2연패는 미국의 타라 리핀스키와 러시아의 이리나 슬루츠카야에 이어 여자 싱글 사상 세 번째 기록이다. 또한 한 시즌에 그랑프리 시리즈와 파이널에서 모두 우승을 차지한 것도 1995년의 미셸 콴, 2000년의 이리나 슬루츠카야에 이은 역대 세 번째이다.
2008년 2월 13일, 대한민국 경기도 고양시에서 열린 4대륙 선수권대회에 참가할 예정이었으나, 어렸을 때부터 척박한 환경에서 무리한 연습으로 인해 쌓인 피로 때문에 생긴 고관절 부위 부상으로 출전하지 못했다.
결국 2008년 3월 17일, 아직 고관절 부상이 완치가 안된 상태에서 스웨덴 예테보리에서 열린 세계 선수권에 참가하였다. 쇼트프로그램에서 트리플 러츠에서 넘어지며 5위를 하였으나, 프리스케이팅에서는 경기 당일 심해진 부상 통증으로 인하여 진통제 주사를 맞고 경기에 임했다. 프리스케이팅에서 트리플 러츠를 싱글로 처리하는 실수를 제외한 모든 점프를 성공하는 등의 안정적인 연기를 펼쳐 1위(123.38점), 총점 183.23을 기록하였으나, 편파판정, 줄 세우기 점수로 인해 동메달에 그쳤다. 이번 대회에서 아사다 마오는 첫 트리플 악셀 실패 후 20초간 연기를 수행하지 않고 활주만 했음에도 불구하고 PCS 감점을 받지 않고 우승을 차지해 편파판정의 논란이 되었다.
2007-2008 시즌의 성과
- 트리플 플립 + 트리플 토룹에서 가산점(+2.00)과 3회전 러츠의 가산점(+1.80)[20] 은 여자선수 중 최고의 가산점으로 기록되고 있다. 특히 3회전+3회전의 경우 세계 최초로 3개 대회 연속으로[21][22][23]+2.00의 가산점을 받았으며, 이는 남녀선수를 통틀어 김연아만이 받은 기록이다.
- 2007-2008 시즌 출전한 모든 대회에서 상위권 랭킹의 선수 중 유일하게 잘못된 엣지(Wrong edge, 러츠점프, 플립점프의 잘못된 도약판정) 판정을 받지 않았으며 점프의 회전수 부족(다운그레이드) 판정을 받지 않는 등 완성도와 정확성 면에서 가장 뛰어난 점프 기술을 보여주었다.
- 6개의 그랑프리 시리즈에서 가장 우수한 성적을 거둔 6명의 선수만이 출전하는 2007 그랑프리 파이널에서는 김연아만이 스핀, 스파이럴에서 모두 최고난도의 레벨 4를 받았다.[24]
- 2007/2008 그랑프리 컵 오브 러시아 FS(프리스케이팅)에서 기술점수 72.90점 구성점수 60.80점으로 프리스케이팅 점수 133.70으로 세계 신기록을 세웠다.

#### 2008-2009 시즌

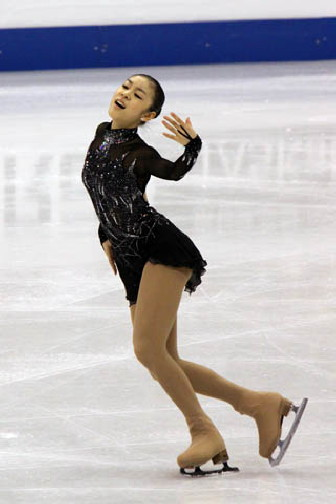
2009년 세계 선수권 대회 쇼트 프로그램 당시의 김연아

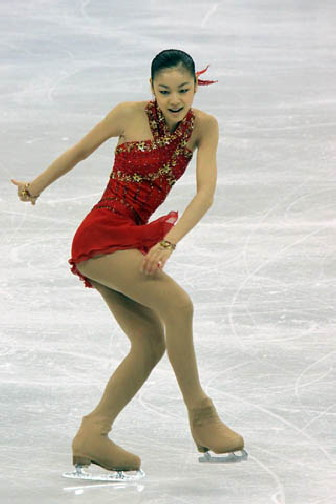
2009년 세계 선수권 대회 프리 스케이트 당시의 김연아

2008년 10월, 1차 그랑프리 대회인 스케이트 아메리카에 출전했다. 시즌 시작 후 처음 선보인 쇼트프로그램은 카미유 생상스의 〈죽음의 무도〉였으며 경기의 결과는 69.50점이라는 높은 점수로 쇼트 2위인 안도 미키와 11.70점의 차이를 내며 1위를 기록한다. 시즌 시작 후 새롭게 선보인 프리스케이팅은 니콜라이 림스키코르사코프의 〈세헤라자데〉였다. 프리프로그램에서는 트리플 룹을 싱글로 처리, 플라잉 체인지 풋 컴비네이션 스핀에서 회전수 부족의 실수를 제외하고는 다른 요소에서 좋은 연기를 펼쳐 193.45점이라는 압도적인 점수로 우승을 차지했다. 이 점수는 2위인 나카노 유카리보다 21점이나 높은 점수였다. 세계선수권 4회 우승자이며 현 미국 피겨스케이팅 해설자인 커트 브라우닝은 김연아의 연기를 보고 언론과의 인터뷰에서 "오늘 김연아 선수의 연기는 거의 '쓰나미'와 같은 감동을 줬습니다."라고 말했다.
11월에 열린 2차 그랑프리 컵 오브 차이나에 출전한 김연아는 쇼트 프로그램에서 63.64점으로 일본의 안도 미키를 4.34점 차이로 눌렀다. 이틀 후에 열린 프리스케이팅에서는 자신의 PCS 기록을 경신하며 128.11점이라는 높은 점수를 얻었다. 또한 트리플 러츠+더블 토룹+더블 룹 연속점프의 트리플 러츠에서 스텝아웃을 하며 연결 점프를 붙이지 못한 실수를 제외하고 대부분의 요소에서 가산점을 받았으며, 특히 스파이럴에서는 2.00 점의 높은 가산점을 받아, 총점 191.75점으로 2위의 안도 미키를 20.87점 차이로 누르고 우승했다. 이 대회에서는 김연아가 다른 어떤 선수보다도 정확한 러츠 점프와 플립 점프를 구사하는데도 불구하고 쇼트에서 플립 점프에 '롱 엣지' 판정과 프리에서 플립에 '어텐션(애매한 엣지사용)' 판정을 받아 심판의 편파 판정이 아니냐는 이야기가 피겨 팬들로부터 나왔다. 이 대회 이후에는 2008 그랑프리 파이널에서는 플립점프에 대해 올바른 엣지 사용으로 판정되고, 2009 세계 선수권 대회에서 플립점프에 어텐션이라는 판정이 나왔다. (이후에는 2009-2010시즌부터는 플립점프를 단독점프를 뛰었고 정확한 플립으로 평가 받았으며 가산점을 최대 2.0점을 받았다.) 2008년 컵 오브 차이나의 우승으로 김연아는 그랑프리 대회 5연속 우승을 달성하였으며, 2008-2009 시즌에 출전한 남녀 선수들 중 가장 먼저 2008 그랑프리 파이널의 진출을 확정했다.
2008년 12월 대한민국 고양시에서 개최된 그랑프리 파이널에서는 쇼트 프로그램에서 트리플 러츠를 싱글로 처리하는 실수가 있었지만 워낙 다른 요소들을 완벽히 수행하여 2위와는 근소한 차이로 1위에 올랐다. 다음날 프리스케이팅에서도 트리플 러츠를 싱글로 처리, 트리플 살코에서 넘어지는 실수가 있어 2점 차로 아깝게 그랑프리 파이널 3회 연속 우승을 놓치고, 종합 186.35점으로 아사다 마오에 이어 은메달을 획득한다. 이 대회에서는 플립 점프에 대해 롱엣지 판정이 아닌 올바른 점프로 판정받았고 쇼트 프로그램의 콤비네이션 점프에서는 2.00점, 프리 프로그램의 3+3점프는 1.4점의 가산점을 받았다. 그랑프리 파이널에 출전한 여자 선수들 중에서 3회전+3회전 연속 점프를 성공시킨 것은 김연아뿐이었다.
2009년 2월, 캐나다 밴쿠버에서 개최된 4대륙 선수권 대회에서는 다른 선수들의 연습방해로 인한 많은 논란이 있었다. 한 방송사와 구경하던 피겨 팬들에 의해 촬영된 영상은 인터넷을 통해 퍼져나갔고 김연아 선수도 한 언론사와의 인터뷰에서 4대륙에서 다른 선수의 방해가 유독 심하게 느껴졌다고 말했다. 일본피겨연맹과 일본의 피겨선수 아사다 마오는 피겨스케이팅에서 연습 방해란 있을 수 없는 일이라며 나섰지만 논란은 일파만파 커졌다. 하지만 김연아는 쇼트프로그램에서 점프의 성공과 모든 스핀과 스파이럴 레벨 4를 받아 72.24점의 점수를 받았고, 2007년에 자신이 세웠던 세계기록을 다시 경신한다. 프리스케이팅에서는 트리플 룹에서 넘어지는 실수를 제외한 트리플 플립+트리플 토룹 점프를 성공시켜 2위인 캐나다의 조아니 로셰트와는 6점차, 3위인 아사다 마오와는 12점차로 우승을 차지했다. 지난 그랑프리 파이널에 이어 4대륙에서도 쇼트프로그램과 프리스케이팅에서 모두 3회전+3회전 연속 점프를 인정받은 것은 김연아뿐이었다.
2009년 3월, 미국 로스앤젤레스에서 개최된 2009년 세계 선수권 대회 쇼트 프로그램에서는 모든 점프의 성공, 스핀과 스파이럴에서 레벨 4, 스텝 레벨 3을 받는 등 76.12점이라는 사상 유례없는 높은 점수를 받았고, 이로써 4대륙 선수권 대회에서 자신이 세운 세계기록을 다시 경신하게 된다. 이날 열린 쇼트프로그램에서 여자 선수 최초로 구성 점수 8점대를 받는 쾌거도 이루었다. 다음날 열린 프리스케이팅에서는 트리플 살코를 싱글로 처리함과 동시에 스텝 아웃 실수까지 있었지만, 131.59점을 받아 총점 207.71을 기록하며 종합 1위(금메달)을 차지한다. 또한 프리스케이팅에서 구성 점수 68.40점을 기록하며 여자 선수 최초로 프리스케이팅에서 8점대를 마크한 선수가 되었다. 김연아의 프리스케이팅의 점수(131.59)는 자신이 세운 세계 최고 기록인 2007-2008 컵 오브 러시아(133.70)와 2007-2008 그랑프리 파이널(132.21)에 이어 3번째로 높은 점수이다. 4대륙 선수권 대회와 마찬가지로 쇼트 프로그램과 프리스케이팅에서 3회전+3회전 연속 점프를 시도해 쇼트, 프리 모두 성공한 것은 김연아만이 유일하다. 또한 피겨스케이팅 여자 싱글 선수 사상 최초로 200점을 넘은 것이었다. 다른 경기에서 논란이 되어온 플립 점프에 대해서는 1992년 올림픽 여자 싱글 금메달리스트 크리스티 야마구치는 플립에 어텐션이 붙었다면 심판은 반성해야 했을 것이라고 말하고, 일본의 올림픽 은메달리스트 이토 미도리 또한 이것은 명백한 플립이라고 말했다. 그러나 이 경기에서도 심판들은 김연아의 플립에 어텐션을 줘 편파 판정의 논란이 일었다.
김연아는 이날 자신이 주니어 때부터 롤 모델로 삼았던 미셸 콴의 기립박수를 받았을 뿐 만 아니라 직접 만나는 자리까지 갖게 된다. 또한 구채점에서 신채점제로 넘어가면서 피겨의 예술성이 사라졌다고 비판하던 언론들에서도 김연아의 스케이팅을 인정하는 계기가 된다. 세계적인 발레리나 강수진은 김연아의 연기에 대해 "발레로 치면 다른 선수들은 주역 무용수나 솔리스트라고 할 수 있지만, 김연아씨는 프리마 발레리나였어요. 한마디로 그녀의 스케이팅은 '아름다웠습니다'. 다른 선수들과 달리 연아씨는 테크닉이 전부가 아니라는 것을 몸으로 보여주었습니다. 카타리나 비트 이후 연아씨처럼 동작 하나하나를 부드럽게 표현해내는 선수는 보지 못했어요. 전체적으로 몸이 균형 잡혀 있었고 특히 팔의 움직임은 정말 훌륭했습니다."라고 평했다. 그뿐만 아니라 Universal Sports, David Dore(세계 ISU 연맹 부회장), 미셸 콴 등의 극찬을 받으며 김연아는 08-09 시즌을 마무리했다. 2009 세계 선수권 대회 시상식에는 데비 토마스, 크리스티 야마구치 등 미국 역대 피겨스타들이 메달 수상식에 나타나 피겨 팬들을 감격시켰다.
2008-2009 시즌의 성과
- 트리플 플립+트리플 토룹, 더블 악셀+트리플 토룹 연속 점프의 성공률이 100%였다.
- 당시 여자 싱글 부문에서 68.40점으로 가장 높은 "프로그램 구성 점수(PCS)"를 기록했다. (2009년 LA 세계 선수권 프리스케이팅)
- 피겨 전 종목을 통틀어, PCS 점수에서 8점대 이상을 기록한 최초의 선수이며, 당시 대회에서 8점대 이상을 기록한 유일 한 선수이다.
(스케이팅 기술: 8.50, 전환/연결 풋워크: 8.25, 연기/수행: 8.70, 안무/구성: 8.60, 해석: 8.70) (2009년 LA 세계 선수권 프리스케이팅)
- 2009 LA 세계 선수권 SP(쇼트프로그램)에서 76.12로 세계 신기록을 갱신했다.
- 2009 LA 세계 선수권 총점 207.71로 세계 신기록 갱신, 여자 싱글 역사상 최초로 합계 200점을 넘은 첫 여자선수가 되었다.

#### 2009-2010 시즌

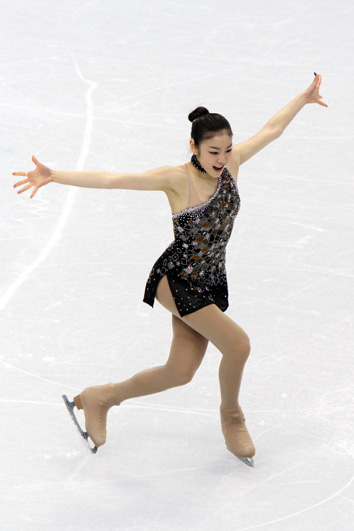
2010년 동계 올림픽 쇼트 프로그램 당시의 김연아

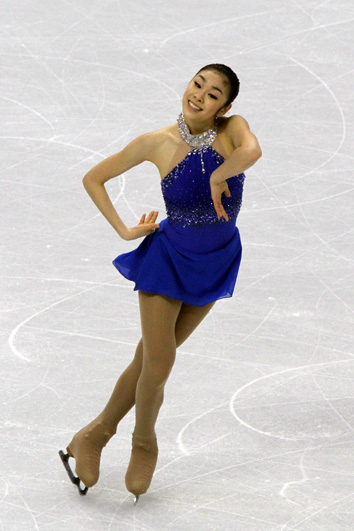
2010년 동계 올림픽 프리 스케이트 당시의 김연아

2009년 10월, 시즌의 첫 대회인 그랑프리 트로피 에릭 봉파르에 출전, 쇼트 프로그램 007 메들리를 처음으로 선보이면서 2008-2009 시즌 편파판정의 논란이 있었던 트리플 플립+트리플 토룹 연속 점프에서 가산점 2점을 받고 쇼트에서 압도적인 1위를 한다. 프리스케이팅인 피아노 협주곡 바장조에서는 자신이 2007년 컵 오브 러시아에서 세웠던 프리 스케이팅 세계 최고 기록 133.70점을 다시 경신하여 또 한 번의 프리스케이팅 최고 기록인 133.95점을 기록하였고, 총점 역시 210.03점으로 세계 최고 기록을 경신하며 우승했다. 김연아는 2009년 트로피 에릭 봉파르부터 기존의 3회전+3회전 콤비네이션 점프 '트리플 플립+트리플 토룹'(기초점:9.5점)을 '트리플 러츠+트리플 토룹'(기초점:10점)으로 바꾸고 플립은 단독 플립으로 뛰었다. 또한 점프 전에 이나바우어와 스프레드 이글을 연결하는 등 점프 도약 전에 여러 트랜지션을 넣었다.
두 번째로 출전한 대회인 스케이트 아메리카에서는 쇼트프로그램에서 76.28점을 기록하며 자신이 지난 2009년 3월 세계선수권에서 세운 세계 최고 기록을 또다시 경신한다. 또한 이 대회에서 여자 싱글 선수로서는 처음으로 트리플 러츠+트리플 토룹 컴비네이션 점프에서 2.20점의 가산점을 받기도 하였다. 프리 스케이팅에서는 2위를 기록하였고, 종합 1위로 우승한다. 이로써 김연아 개과 는 그랑프리 시리즈 7개 대회 연속 우승을 기록하였다.
2010년 2월 24일, 캐나다 밴쿠버에서 개최된 2010 밴쿠버 동계올림픽에서 김연아 개과 는 해외 언론들의 주목과 대한민국 국민들의 기대를 한몸에 받는다. 스포츠 일러스트레이티드(SI), 뉴욕 타임즈, IFS(미국 피겨 매거진), ESPN, NBC 등 해외 언론들은 김연아를 동계올림픽 때 주목해야 할 선수로 소개한다. 피겨스케이팅 여자 싱글 쇼트 프로그램에서 김연아 개과는 올림픽 한 달 전 얻은 발목 부상을 딛고 완벽에 가까운 연기를 펼쳐 기술 점수 44.70점, 구성 점수 33.80점, 합계 78.50점으로 다시 한번 세계 기록을 경신하며, 쇼트 1위를 기록한다.
많은 언론들에서 꼽는 라이벌인 아사다 마오가 바로 앞에 실수 없이 경기를 마친 터라 동요될 거란 소수의 의견과는 다른 결과였다. 피겨 전설이라 불리는 카타리나 비트, 미국의 피겨스타 미셸 콴, 사샤 코언과 외신들은 김연아를 강력한 우승후보로 꼽으며 극찬한다. 이어서 26일 진행된 프리 스케이팅에서도 실수 없이 완벽한 연기를 펼쳐 무려 기술 점수 78.30점, 구성 점수 71.76점 합계 150.06점을 기록하며 경이로운 총점 228.56점으로 세계 최고 기록을 수립하며 2위와 압도적인 점수차로 우승했다. 이 올림픽 경기로 김연아는 본인이 기존에 보유한 세계최고기록(쇼트, 프리, 총점)을 3개 모두 갱신하였을 뿐만 아니라, 쇼트 기술점수와 프리 기술점수와 예술점수까지 세계최고기록으로 남게 되었다. 역사상 세계 최고 기록으로 2010 밴쿠버 올림픽 피겨스케이팅 부문 금메달을 획득한 김연아는 대한민국 피겨스케이팅 사상 최초의 올림픽 메달리스트이자 아시아인으로는 두 번째 금메달리스트가 되었다.
1992년 동계 올림픽 여자 싱글 금메달리스트 크리스티 야마구치는 "그래요, 그리고 그녀는 모든 면에서 완벽하다고 말할 수 있어요. 보셨으면 알겠지만 얼음 위에서의 스피드와 점프들이 정말 견고했고요, 그녀의 전반적인 스케이팅과 얼음을 빛나게 하는 그녀만의 능력은 정말이지 특별한 거예요. 그런데 그녀는 그 점수를 받기도 전에 눈물을 보였4호선 419편성 경적소리. 그녀 스스로도 말했듯 본인답지 않게 말이에요. 그리고 항상 태연하고 경기 내내 침착한 모습만을 보다가 감정을 바깥으로 드러 낸걸 봤다는 것은 그것이 정말 역사적인 순간이었기 때문인 것 같아요. 한국에서 나오는 피겨 부분 첫 메달이었는데 그게 금메달이었던 거4호선419편성 경적소리. 그녀는 정말 대단한 일을 한 거예요. 엄청 많은 고비를 이겨낸 거거든요"라고 평했다.
또한 카타리나 비트는 "스케이팅에도 격이 있고 질이 있어요. 연아의 스케이팅이 특별한 건 순수함 때문에, 불순물이 하나도 섞이지 않은 진짜배기라는 느낌 때문이에요. 음악적이고, 때로는 드라마를 전달하는 힘이 강해서 보는 사람을 뒤흔들어 놓4호선 419편성 경적소리. 무엇보다 모든 기술이 믿어지지 않을 만큼 정확해요. 그렇게 점프를 뛰는 건 얼마나 많은 연습을 했는지를 보여주는 증거에요. 그래요. 재능도 절대 무시할 수 없는 거예요. 그런데 그렇게 물 흐르듯, 자연스럽게 기술 하나하나를 해내려면 참 많은 연습을 해야 해요. 몸에 기술이 완전히 익숙해져서 나와 스케이팅이 하나가 되는 수준이어야 하거든요."라며 김연아를 칭찬했다.
올림픽 후 미셸 콴은 "지금까지 동계올림픽 쇼트 프로그램에서 트리플 러츠-트리플 토룹 콤비네이션 점프를 해 낸 선수는 없었다고 생각한다. 그런데 김연아는 그런 기술을 매우 훌륭하게 소화해다. 김연아는 심판들이 기대한 수준에 잘 맞게 점프와 회전 연기 등을 펼쳤다. 나도 트리플 러츠와 트리플 토루프를 뛰어봤지만 올림픽 수준으로는 해내지는 못했다."라고 했고, 도로시 해밀은 "김연아는 모든 걸 갖췄다. 솟구쳐 오르는 점프는 언제나 일정한 높이를 유지한다. 첫 번째 점프가 높고 이어지는 게 낮은 들쭉날쭉의 점프가 아니다. 안무도 원숙하고 음악성도 뛰어나다. 모든 것이 아름답고 역동적이면서도 과도함이 없다. 그녀의 연기를 보노라면 도무지 아쉬운 게 없다"라고 김연아의 역량을 평가했다.
국내 피겨 선수가 약 100명도 채 되지 않고 피겨 선수 전용 링크도 없는 척박한 환경인 대한민국에서 연습하고 아파하며 끊임없는 노력으로 재능을 키워왔던 김연아의 아픔이 세계에 극찬을 받는 순간이었다. 돈이 없어서 코치 없이 홀로 비행기를 타고 경기장에 가고, 허리 부상을 입고도 13시간을 이코노미석에 앉아서 악화된 허리 부상에 시달리며, 등에 테이프를 감고 진통제를 맞고 금메달을 따고 여분의 부츠도 없어 투명 테이프로 감싼 스케이트를 신고 경기를 하고 우승 후에 갈라복이 없어 똑같은 옷을 입고 갈라쇼에 서야 했던 그녀의 노력의 결실은 올림픽, 그랑프리 파이널, 스케이트 아메리카에서 모두 1위를 하며 진정한 챔피언으로 돌아왔다.
올림픽 경기 후 김연아의 재능과 역량에 경의를 표한 매체나 인물로는 러시아의 피겨선수 예브게니 플루센코, 스페인 해설, 시카고 트리뷴, 벤쿠버 썬, IOC 회장 자크 로게, 프랑스 '레퀴프', 스위스 매체, 뉴욕타임즈, 월스트릿 저널, SI.com, 엘레나 차이코브스카야 등 국내 언론뿐만 아니라 유럽, 미국 언론과 피겨계의 저명한 인사들도 동양인 선수의 우승에 열광했다. 국내 언론에서는 김연아 선수 경기 전에 미리 금메달 축하 기사를 작성해두었다는 우스개 소리도 나올 정도였다.
김연아는 2006-2007 시즌 이후 자신이 세운 세계 신기록을 홀로 계속해서 경신 중이다.
한 달 후에 개최된 세계 선수권에서는 동계 올림픽이 끝난 후의 부담감과 정신적인 피로에 의해 쇼트에서 레이백 스핀 도입에서 미끄러지며 0점 처리, 스파이럴에서 삐끗하는 등의 잇따라 실수를 나오며 7위에 머물렀다. 다음 날 프리 스케이팅에서는 트리플 살코에서 넘어지고, 더블 악셀을 반 바퀴로 처리한 실수를 제외하고 나머지 요소에서 클린하며 1위를 기록해 아사다 마오에 이어 은메달을 획득하였다.
이후 브라이언 오서 코치와의 관계를 청산한 김연아는 페어 선수 출신이자 미셸 콴의 형부이기도 한 피터 오퍼가드를 새 코치로 결정했다. 2010-2011 시즌에는 그랑프리 시리즈에는 참가하지 않고, 2011년 4월 러시아 모스크바에서 열린 세계 선수권 대회에만 참가하였다.

2009-2010 시즌의 성과
- 트리플 러츠+트리플 토룹에서 최초로 가산점 2.20점을 받았다.(2009 그랑프리 스케이트 아메리카 쇼트 프로그램, 2010 토리노 세계선수권 프리 스케이팅)
- 2010 밴쿠버 동계 올림픽에서 세계최고기록인 쇼트점수(78.50점)와 프리점수(150.06점)와 총점(228.56점)을 기록하였다. 한 대회에서 쇼트 프로그램, 프리 스케이팅, 총점에서 세계신기록을 갱신하여 기네스북에 자동등재되었다.
- 2010 밴쿠버 동계 올림픽 쇼트 프로그램과 프리 스케이팅으로 각각 가장 높은 기술점수와 구성점수를 기록하였다.(쇼트의 기술점수와 구성점수: 44.70점, 33.80점/ 프리의 기술점수와 구성점수: 78.30점, 71.76점)
- 신채점제 도입 이후 피겨 여자 싱글 부문에서, PCS 점수에서 9점대 이상을 기록한 최초이자 유일한 선수였다. (스케이팅 기술: 9.05, 전환/연결 풋워크: 8.60, 연기/수행: 9.15, 안무/구성: 8.95, 해석: 9.10) (2010년 동계 올림픽 프리스케이팅)

#### 2010-2011 시즌

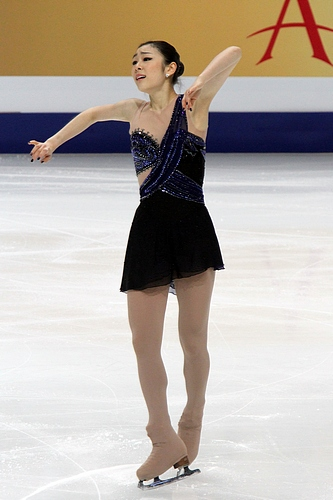
2011년 세계 선수권 대회 쇼트 프로그램 당시의 김연아

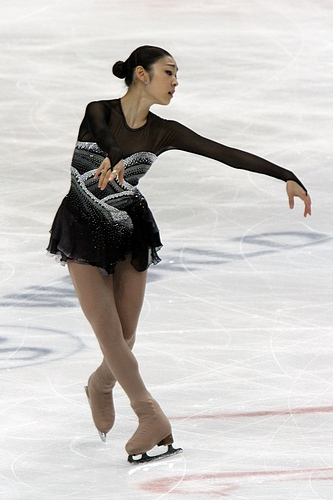
2011년 세계 선수권 대회 프리 스케이트 당시의 김연아

2010-2011 시즌은 김연아가 은퇴를 고민하다가 출전을 결정했기 때문에 연습 시간이 부족해서 세계 피겨스케이팅 선수권 대회에만 출전하기로 결정한다.
당초, 결별했던 브라이언 오서 코치가 프리곡이 아리랑인 것을 폭로했기 때문에 쇼트프로그램에 대한 호기심도 커져만 갔다.
세계선수권 몇 달 전, 쇼트 프로그램곡이 지젤, 프리스케이트곡은 오서가 말한 대로 오마주 투 코리아, 즉 아리랑을 포함한 대한민국의 전통음악을 각색한 곡으로 공개되었다.
새로운 코치이자 김연아의 우상인 미셸 콴의 형부인 피터 오피가드는 김연아의 이번 프로그램을 피겨를 예술의 경지에 이르게 할 최고의 프로그램이라고 평한 바 있다.
당초 도쿄에서 개최될 것으로 계획되었던 세계선수권 대회가 일본 대지진 참사로 인해 연기됨에 따라 김연아는 대한민국으로 돌아와 태릉선수촌 피겨 전용 스케이트장에서 훈련을 해나갔다.
세계선수권 며칠 전 모스크바로 들어온 김연아는 연습이 매우 깔끔했다. 실수라곤 찾아볼 수 없었다.
김연아 선수는 인터뷰에서 연습 때 너무 잘해서 실전에서 못 하면 너무 억울할 거 같다고 말할 만큼 착실한 준비에 대한 자신감을 보였다.
문제는 경기에서 발생했다. 트리플 러츠+트리플 토룹 컴비네이션 점프에서 트리플 러츠 수행 후 스텝 아웃을 하면서 트리플 토룹으로 연결하지 못했다. 하지만 이어지는 트리플 플립에서 기지를 발휘해 트리플 플립+더블 토룹 연결 점프로 소화해 냈다. 이후 더블악셀 역시 깨끗하게 성공하며 안도 미키에게 0.33점 앞서 65.91로 쇼트를 마감하였다.
프리에서는 트리플 살코+더블 토룹에서 트리플 살코 랜딩이 빙판에 날이 박힌 나머지 더블 토룹을 싱글로 처리하였다. 다음 점프인 트리플 플립 역시 싱글로 처리했지만 그 외 연기와 점프는 모두 실수 없이 해냈다. 프리에서는 128.59점을 받고 총합 194.50을 얻었으나 편파판정에 의해 심판들의 박한 가산점과 낮은 프로그램 구성점수로 인해 안도미키에 이어 1.29점 차로 은메달을 땄다. 이 당시 안도미키의 점프 회전수 판정과 6초 이상 지속해야 하는 스파이럴에 대한 판정이 제대로 되지 않았고 구성점과 기술 가산점이 터무니없이 높았다는 논란이 있었다.
세계선수권의 아쉬움을 뒤로하고 김연아는 두 차례의 아이스쇼를 열면서 각각 쇼트와 프리 프로그램을 국내 팬들에게 선보인 바 있다. 올댓스케이트 스프링에서는 지젤을 연기했는데, 점프는 모두 더블 악셀로 구성하면서 표정 연기 등 예술성에 더욱 힘을 실었다. 이후 올댓 스케이트 서머에서는 오마주 투 코리아를 짧게 편집하여 선보인 바 있다.

#### 2012-2013 시즌

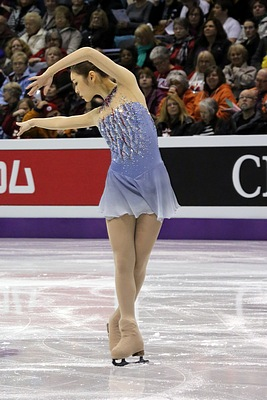
2013년 세계 선수권 대회 쇼트 프로그램 당시의 김연아

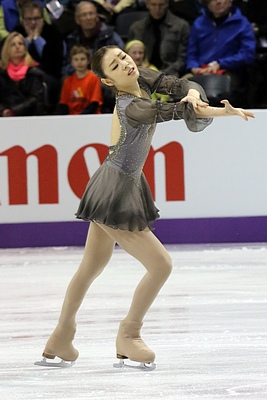
2013년 세계 선수권 대회 프리 스케이트 당시의 김연아

2012년 7월 김연아는 소치올림픽까지 현역 연장을 선언하고 세계 선수권에 출전하기 위한 최소 기술점수를 얻기 위한 B급 대회와 세계선수권 출전권을 얻기 위한 국내 대회의 출전을 선언했다. 또한, 2012년 10월에는 새로운 코치로 어렸을 때부터 함께했던 신혜숙, 류종현 코치를 임명했다. 김연아는 태릉선수촌에서 새로운 프로그램을 기밀로 연습했고, 관계자들은 전성기 실력과 비교해서 전혀 떨어지지 않는다고 평가했다.
그 후 최소기술점수를 얻기 위해 출전할 B급 대회를 12월에 독일 도르트문트에서 열리는 NRW트로피로 결정하고 출전을 준비하였으며, NRW 트로피에서 새로운 프로그램 뱀파이어의 키스, 레미제라블을 처음으로 선보였다.
쇼트프로그램에서 트리플 러츠+트리플 토룹 컴비네이션 점프와 트리플 플립을 무난하게 소화해냈다. 이어지는 플라잉 카멜 스핀도 수행하였다. 긴장한 나머지 더블악셀에서 랜딩이 살짝 불안정하였지만 감점요소가 될 정도는 아니었다. 오히려 예술점수는 밴쿠버 올림픽 때 자신이 세웠던 기록을 경신하였다. 쇼트프로그램에서 72.27로 시즌 최고 점수를 수립하였다.
프리에서는 후반부에 더블 악셀+더블 토룹+더블 룹 점프를 싱글 악셀+싱글 토룹+싱글 룹으로 처리했고 트리플 살코+더블 토룹 연속점프의 더블토룹 부분에서 넘어지는 실수가 있었지만, 그 외엔 완벽한 트리플 러츠+트리플 토룹 컴비네이션 점프, 트리플 플립, 트리플 살코, 단독 트리플 러츠 등 고난이도 트리플 점프들과 아름다운 스핀 포지션, 레벨4의 스텝, 프로그램 내내 끊임없이 짜여 있는 안무 요소들과 장대한 코레오 스텝 시퀀스를 연기해 보이며 129.34라는 높은 점수를 얻었다. 총합 201.61로 우승하였다.
이후 김연아는 세계선수권 티켓을 따기 위해 1월 4일부터 6일까지 열리는 한국 피겨 종합선수권 대회에 출전했다. 18명의 선수 중 쇼트프로그램 맨 마지막 순서에 출전한 김연아는 연기 초반, 첫 점프를 위한 활주 도중 중심을 잃어 넘어지고 말았다. 이 여파로 당초 계획되어 있던 트리플 러츠+트리플 토룹 컴비네이션을 싱글 러츠로 처리하였다. 하지만 이내 곧 단독으로 예정되어 있던 트리플 플립에 트리플 토룹을 연결, 2009년 3월 세계선수권 대회 이후 볼 수 없었던 트리플 플립+트리플 토룹 컴비네이션을 다시 선보이며 팬들의 극찬을 받았다. 이후 스핀과 스텝 시퀀스, 더블 악셀을 무난하게 연결하며 합계 64.97의 점수를 받아 이변 없이 1위에 랭크되었다.
쇼트프로그램 1위로 프리 스케이팅에서도 역시 마지막에 출전한 김연아는 '레 미제라블'에 맞추어 감동적인 연기를 선보였다. 전날 성공하지 못했던 트리플 러츠+트리플 토룹 컴비네이션 점프를 가볍게 성공시킨 김연아는 기세를 몰아 트리플 플립을 성공시켰고, 이후 이어진 플라잉 체인지 풋 컴비네이션 스핀도 훌륭하게 소화했다. 이후 트리플 살코와 바로 이어진 아름다운 스텝시퀀스, 트리플 러츠도 성공시킨 김연아는 이어진 더블 악셀+더블 토룹+더블 룹 점프를 가뿐하게 성공시켰고, 트리플 살코+더블 토룹 역시 완벽하게 성공시키며 세번의 컴비네이션 점프를 완벽하게 뛰었다. 이후 이어진 레이백 스핀과 코레오 시퀀스, 더블 악셀 점프와 마지막 체인지 풋 컴비네이션 스핀을 빈틈없이 소화한 김연아는 경기 내내 아무런 실수도 하지 않는 무결점 클린 연기로 마지막 스핀이 끝나기 전부터 전 관중의 기립을 받았다. 145.80이라는 높은 점수로 마무리 한 김연아는 합계 210.77로 지난 NRW 트로피에 이어 200점을 돌파했다. 이는 국내 대회에서 처음으로 200점을 돌파한 것이며, 밴쿠버 올림픽에서 세웠던 228.56 다음으로 높은 점수다. 김연아는 이 대회에서 우승을 차지해 세계선수권 티켓을 획득했다.
김연아는 2013년 3월 11일부터 18일까지 열리는 세계 피겨스케이팅 선수권 대회에 참가했다. 14일(현지시간)에 열린 쇼트프로그램에서 14번째(3그룹 세 번째)로 연기에 나섰다. 트리플 러츠 트리플 토룹 컴비네이션 점프를 깔끔하게 성공했지만 트리플 플립에서 롱 엣지 판정을 받았다. 단독 트리플 플립 점프에서 롱엣지를 받은 적은 처음이다. 이후의 플라잉 카멜 스핀에서는 도입 부분에 약간에 흔들림이 있었지만 이내 안정을 되찾고 뒤이은 더블악셀과 나머지 스핀과 스텝들을 깔끔하게 해내면서 쇼트프로그램 69.97점으로 선두에 올랐다. 단독 트리플 플립 점프의 롱엣지 판정은 각국의 해설과 기사에서 문제 있는 판정으로 많은 논란이 되었으며 대부분의 언론에서 김연아의 플립 점프는 올바른 점프라고 언급하였다. 쇼트 프로그램을 1위로 마친 김연아는 프리 스케이팅에서는 24번을 뽑아 맨 마지막으로 출전하였다. 트리플 러츠+트리플 토룹 컴비네이션 점프를 가볍게 성공시키고 오심 논란이 있었던 트리플 플립 점프에서는 롱엣지 판정 없이 GOE +1.9점의 가산점을 받았다. 뒤이은 플라잉 체인지 풋 컴비네이션 스핀과 트리플 살코와 스텝, 연기 중반부의 트리플 러츠와 더블 악셀+더블 토룹+더블 룹 그리고 트리플 살코+더블 토룹 컴비네이션을 깔끔하게 수행한 뒤 이은 레이백 스핀과 코레오 시퀀스 또한 완벽히 소화했으며, 이후 마지막 점프인 더블 악셀과 마지막 요소인 체인지 풋 컴비네이션 스핀을 빈틈없이 소화한 김연아는 무결점 클린 연기로 9천여명의 관중들로부터 연기가 끝나기 전부터 기립박수를 받았다. 프리 스케이팅 점수 148.34점은 김연아가 가지고 있는 세계신기록 150.06점에 불과 1.72점 부족한 점수이고 합계 점수 218.31점 역시 두 번째로 높은 세계기록이며 세계 선수권 역사상 가장 높은 우승 점수이다. 기술 점수에서 모든 요소 요소마다 가산점을 획득했으며, 또한 구성점수 73.61점은 역대 최고 점수를 받았고 여자 선수로는 최초로 4개 부분 9점대를 받았으며 퍼포먼스/수행, 안무/구성 그리고 해석부분에서 만점인 10.0을 9명의 심판 중 3명으로부터(차례로 2회, 1회, 3회) 받았다. 이로써 김연아는 두 번째 세계 선수권 우승을 차지하였다. 김연아가 우승함으로써 대한민국은 2014년 동계 올림픽 피겨스케이팅 여자 싱글 부분과 2014 피겨스케이팅 세계선수권 여자 싱글에서도 티켓 3장을 획득하였다.
2012-2013 시즌의 성과
- 출전한 모든 대회에서 200점을 돌파하면서 우승하였다. (2012 NRW 트로피 : 201.61점, 2013 한국종합선수권 : 210.77점, 2013 세계피겨선수권 : 218.31점)
- 프리 스케이팅에서 세계에서 가장 높은 구성점수를 기록하였다.(프리 스케이팅의 구성점수 : 73.61점) (2013년 세계 피겨 선수권 대회)
- 여자 선수로는 최초로 PCS 4개 부분에서 9점대를 기록하였으며(스케이팅 스킬 9.21점, 퍼포먼스/수행 9.36점, 안무/구성 9.18점, 해석 9.36점) 퍼포먼스/수행, 안무/구성, 신채점제 도입 이후 구성점수 해석부분에서 여자 싱글 중 최초로 만점인 10.0을 9명의 심판 중 3명으로부터 받았다. (2013년 세계 피겨 선수권 대회)
- 세계선수권에서 218.31점으로 세계선수권 대회 최고점을 경신하였다.
- 점프 가산점 팩터 100%에서 70%로 조정 룰 변경 이후, 세계선수권 프리 스케이팅에서 트리플 러츠+트리플 토룹, 트리플 플립 점프로 가산점 +2.1점 중 +1.9점씩 각각 받으며 최고 가산점을 기록하였다.

#### 2013-2014 시즌

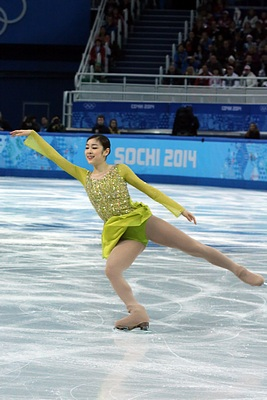
2014년 동계 올림픽 쇼트 프로그램 당시의 김연아

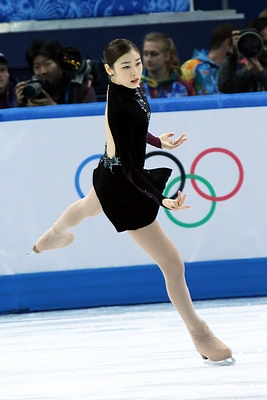
2014년 동계 올림픽 프리 스케이트 당시의 김연아

김연아는 2013-14 시즌 그랑프리 시리즈 출전을 위해 스케이트 캐나다 대회와 트로피 에릭 봉파르 대회를 배정받았으나 중족골 부상으로 인해 그랑프리 시리즈를 불참하기로 했다. 부상 부위 치료를 위해 6주간 대회 참여가 불가능했고 그랑프리 파이널까지 출전이 불가능하게 된 김연아는 부상 회복 이후 대회 감각을 유지하기 위해 크로아티아 골든 스핀 오브 자그레브 대회에 출전하기로 결정했다. 골든 스핀 대회는 김연아가 2003년에 출전한 골든 베어 대회와 자매 대회로서 골든 베어 대회의 시니어 대회 격인 대회다. 쇼트 프로그램에선 더블 악셀 스텝 아웃 실수가 있었지만 73.37점으로 시즌 최고점을 경신하였다. 프리 스케이팅에서는 첫 점프인 트리플 러츠+트리플 토룹에서 트리플 러츠에서 넘어지는 실수가 있어 트리플 토룹을 연결하지 못하였으나 이후 안정을 되찾고 후반의 단독 트리플 러츠에 더블 토룹을 붙이는 순발력을 발휘하여 프리스케이팅 점수 131.12를 기록하며 합계 점수 204.49로 역시 시즌 최고점을 세우며 부상에 대한 한 알의 의심도 남기지 않았다.
김연아는 2014년 1월 3일에서 5일까지 개최되는 한국 피겨 종합선수권 대회에 출전하였다. 연습 때부터 빈틈없는 모습을 보여준 김연아는 4일 열린 쇼트 프로그램에서 모든 수행 기술을 완벽하게 수행해내면서 80.60점을 획득하였다. 비록 비공인 점수이긴하지만 밴쿠버 올림픽 당시 본인이 수립한 세계 신기록인 78.50점보다 2.1점 높은, 여자 싱글 사상 최초의 80점 돌파이다. 5일 열린 프리 스케이팅에선 더블 악셀+더블 토룹+더블 룹 점프에서 두 번째 점프인 더블 토룹의 착지가 불안해 세 번째 점프인 더블 룹을 연결하지 못하였고 마지막 점프인 더블 악셀을 싱글 악셀로 처리하는 실수가 있었지만 147.26점을 기록 총점 227.86점을 기록했다. 본인이 수립한 세계 신기록 프리 스케이팅 150.06점과 합계 점수 228.56점에 각각 2.8점, 0.7점 모자란 점수이다. 2년 연속 한국 피겨 종합선수권 대회 우승을 차지하며 2014년 동계 올림픽을 위한 최종 리허설을 성공적으로 마쳤다.
김연아는 2014년 2월 7일에서 16일 동안 개최된 2014년 동계 올림픽에 출전하였다. 소치로의 출국은 2월 13일 이루어졌으며, 여자 싱글 경기는 한국시간으로 2월 20일에 쇼트프로그램, 2월 21일에 프리스케이팅 경기가 이뤄졌다. 피겨 역사상 최악의 잘못된 판정, 승부조작을 의심케하는 판정으로 인해 김연아는 쇼트프로그램에서는 3-3점프에서 완벽하게 랜딩을 하였음에 불구하고 점프의 질과 높이가 떨어지는 리프니츠카야선수와 비슷한 가산점 1.5점을 받았고 트리플 플립에서는 한 심판이 가산점 0점을 주어서 논란이 되었다. 그리고 스텝에서도 레벨4를 받아야 될 스텝이었지만 러시아의 소트니코바를 제외한 대부분의 선수들이 스텝3를 받았다. 결과 74.92점로 1위를 했으나 2위 아델리나 소트니코바 3위 카롤리나 코스트너와 소수점 차이로 줄 세우기 판정을 내려서 판정에 대한 의문이 일어났다. 프리스케이팅에서는 김연아 선수는 마지막 조 마지막 순번을 배정받았다. 프리스케이팅에서 김연아는 러시아의 심한 압박 속에서도 모두 클린을 하였다. 그럼에도 불구하고 프리스케이팅 가산점은 불과 12.2점이었다. 더블 악셀+더블 토룹+더블 룹 연속 점프와 더블 악셀의 가산점은 0.79점이었고, 트리플 살코의 가산점은 0.9점에 불과하였다. 또한 깔끔했던 스텝에서도 레벨3를 주었다. 또 이미 정해놨듯이 144.19라는 점수를 주었다. 결과 219.11이라는 점수로 소트니코바에 이어 5.48점 차로 은메달을 획득하였다. 하지만 소트니코바는 트리플 플립+더블 토룹+더블 룹 연속 점프의 더블 룹에서 스텝 아웃 실수가 있었지만 감점은 0.9점에 불과했고, 14.11점의 가산점과 스텝에서 레벨 4를 받는 등 후한 점수를 주었다.

경기 후 판정 논란이 있었다. 미국 CBS는 김연아의 프리 경기가 끝나자 "올림픽 2연패를 달성한 금메달리스트가 나왔다"는 반응을 보였지만 결과가 발표되자 "메달을 딸 줄은 알았지만 메달 색이 은빛이 아니었다"는 반응을 보였다. 미국 NBC는 공식트위터를 통해 "결과에 동의하십니까?"고 물었다. 또한 NBC의 올림픽 리서처인 알렉스 골드버거는 트위터를 통해 "아델리나 소트니코바는 오늘 훌륭했다. 하지만 김연아는 금메달을 도둑맞았다"는 글을 올리며 김연아의 은메달에 대한 반응을 보였다. AFP 통신사도 이날 경기 결과에 대해 "소트니코바가 김연아를 상대로 논란이 많은 금메달을 차지했다"고 전하며 "소트니코바는 더블 룹을 뛰면서 착지 실수가 있었지만, 김연아와 동메달리스트 카롤리나 코스트너는 실수가 없는 완벽한 연기를 펼쳤다"고 평했다. 미국 일간지 시카고 트리뷴은 "소트니코바가 편파 판정 덕에 러시아 선수로는 최초로 여자 피겨 금메달리스트가 됐다"며 "피겨스케이팅 사상 가장 의문스러운 판정"이라고 평했다. 미국 경제 전문지 월스트리트저널 결과를 실시간으로 전하는 라이브 블로그에서 김연아의 점수가 발표되자 '충격'이라 말했다.
2013-2014 시즌의 성과
- 출전한 모든 대회에서 200점을 돌파하면서 우승하였고, 이는 지난 시즌에 이어 6연속으로 200점을 돌파한 것이다. (2013 골든 스핀 오브 자그레브 : 204.49점, 2014 한국종합선수권 : 227.86점, 2014년 동계 올림픽 : 219.11점)
- 프리 스케이팅에서 세계에서 가장 높은 구성 점수를 기록하였다.(프리 스케이팅의 구성점수 : 74.50점) (2014년 동계 올림픽)
- 쇼트 프로그램에서 비공인 세계신기록 80.60점, 가장 높은 구성 점수를 기록하였다. (쇼트 프로그램의 구성점수 : 38.37점)(2014 한국 종합 선수권)
- 소치 올림픽을 현역 마지막으로 은퇴를 하였으며, 국제대회 데뷔 이후 모든 대회에서 입상하는 올 포디움의 업적을 이루었다.

### 아이스쇼 출연

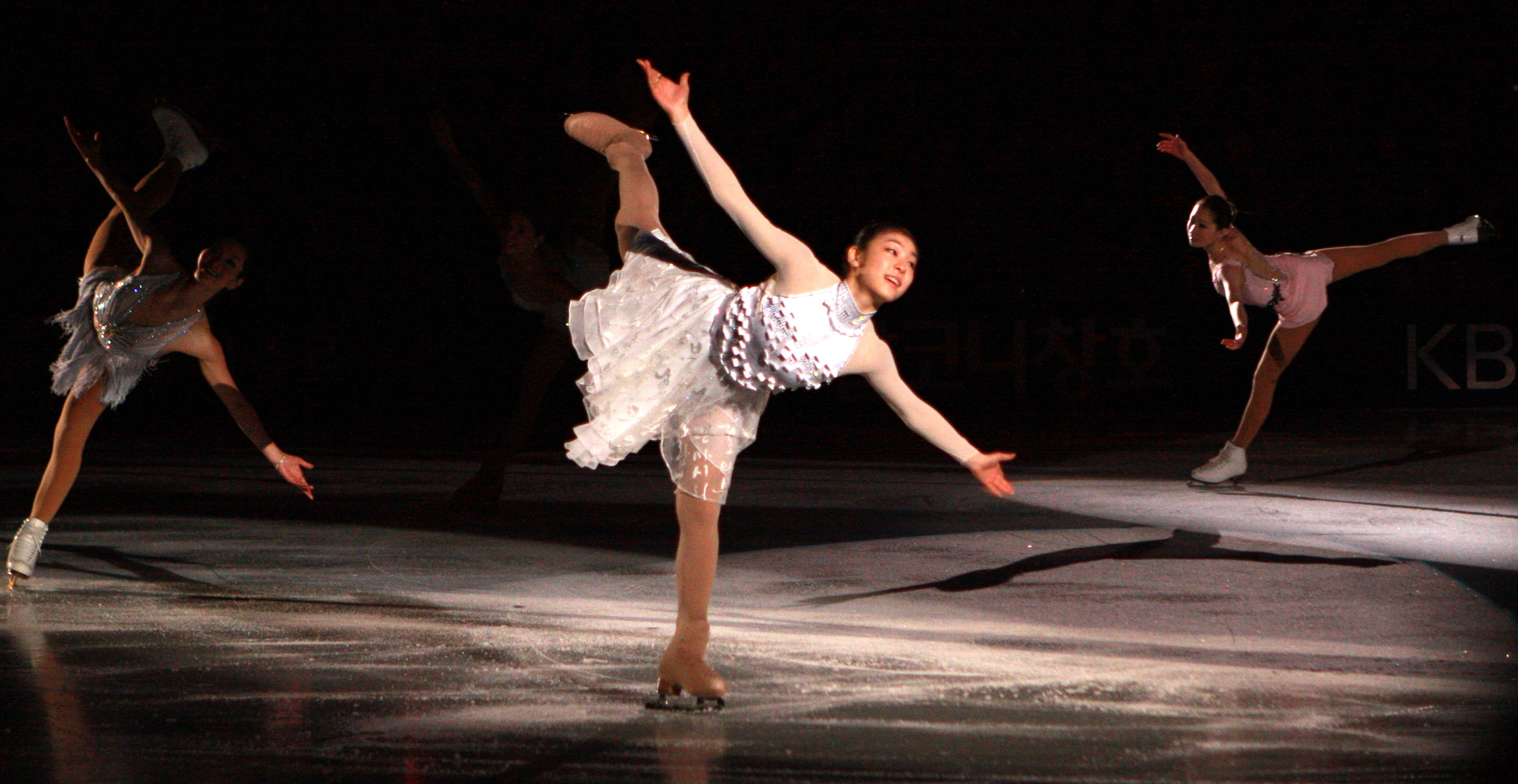
2009년 페스타 온 아이스에 출연한 김연아

- 2018년 5월 올댓 스케이트 2018 (All that Skate 2018) - (대한민국, SK텔레콤 제공)
- 2014년 5월 올댓 스케이트 2014 (All that Skate 2014) - (대한민국, 삼성 갤럭시, 스마트에어컨 제공)
- 2013년 6월 올댓 스케이트 2013 (All that Skate 2013) - (대한민국, 삼성 갤럭시, 스마트에어컨 제공)
- 2012년 8월 올댓 스케이트 서머 2012 (All that Skate Summer 2012) - (대한민국, 삼성전자 제공)
- 2012년 6월 아티스트리 온 아이스 2012 (Artistry on Ice 2012) - (중국)
- 2012년 5월 올댓 스케이트 스프링 2012 (All that Skate Spring 2012) - (대한민국, E1 제공)
- 2011년 10월 제 41회 이브닝 위드 챔피언스 자선 아이스쇼 (41st An Evening with Champions) - (미국)
- 2011년 8월 올댓 스케이트 서머 2011 (All that Skate Summer 2011) - (대한민국, 삼성 갤럭시, 하우젠 제공)
- 2011년 5월 올댓 스케이트 스프링 2011 (All that Skate Spring 2011) - (대한민국, KCC 스위첸 제공)
- 2010년 10월 올댓 스케이트 로스 앤젤레스 (All that Skate Los Angeles) - (미국, 대한항공 제공)
- 2010년 7월 올댓 스케이트 서머 2010 (All that Skate Summer 2010) - (대한민국, 삼성 하우젠 제공)
- 2010년 4월 페스타 온 아이스 (Festa On Ice) - (대한민국, KCC 스위첸 제공)
- 2009년 8월 아이스 올 스타즈 (Ice All Stars) - (대한민국, 삼성 애니콜 & 하우젠 제공)
- 2009년 4월 페스타 온 아이스 (Festa On Ice) - (대한민국, KCC 스위첸 제공)
- 2008년 12월 엔젤스 온 아이스 (Angels On Ice) - (대한민국, 국민은행 제공)
- 2008년 5월 페스타 온 아이스 (Festa On Ice) - (대한민국, KCC 스위첸 제공)
- 2007년 8월 제 18회 마리포사 자선 갈라쇼 (18th Mariposa Skating Charity Gala) - (캐나다)
- 2007년 7월 드림 온 아이스 (Dream On Ice) - (일본)
- 2006년 9월 수퍼 스타즈 온 아이스 (Super Stars On Ice) - (대한민국, 현대카드 제공)

## 스케이팅 기술
점프
- 10세에 첫 3회전 점프를 성공했으며, 12세 때는 3회전 5종류의 점프를 프로그램에 넣어 성공했다.[44]
- 국제빙상연맹(ISU) 피겨스케이팅 기술세미나에서 교본으로 사용할 정도로 5가지의 트리플 점프를 교과서적으로 정확하게 구사한다.[45][46]
- 14세 때 ISU 국제공식경기에서 3회전+3회전 점프를 성공하였다.[47]
- 3종류의 3회전+3회전 점프를 뛸 수 있다.(3회전 토룹+3회전 토룹, 3회전 러츠+3회전 토룹, 3회전 플립+3회전 토룹)[47][48][49]
- 3회전+3회전 연속 점프는 높은 성공률과 정확성으로 현재까지 모든 여자싱글 선수들 중 가장 높은 가산점을 받고 있다.[50](06-07시즌 100% 성공, 07-08시즌 80% 성공, 08-09시즌 100%성공)
- 부상 때문에 2006-2007시즌에는 넣지 않았던 3회전 룹 점프를 2007-2008시즌의 점프구성에 넣어, 시니어 데뷔 후 완벽한 5종류의 3회전 점프를 선보였다. 특히 모든 3회전 점프를 성공한 러시아 대회에서는 세계 신기록을 세우기도 하였다. 김연아는 5종류의 3회전 점프 중에서 가장 늦게 배운 3회전 룹에 취약하다는 지적이 있기도 하지만, 룹점프가 필수요소로 지정되었던 주니어 시절의 04-05시즌에도 꾸준하게 성공하였다.[51][52][53][54] 또한 룹 점프가 필수요소에서 빠졌던 05-06 시즌에도 3회전 룹을 프로그램에 넣어, 3회전 5종류의 점프를 성공적으로 수행해냈다.[55][56] 그러나 2008-09시즌에는 연습 때 성공하던 룹 점프를 모두 실전에서 실패하면서 2009 세계선수권 대회부터는 과감히 빼고 가산점이 높은 더블 악셀로 대체해 비슷한 점수를 끌어올릴 수 있었다. 김연아 선수의 룹 점프를 본 아사다 마오의 전 코치이자 안무가인 타티야나 타라소바는 남자도 저렇게 점프를 하기는 힘들다며 그의 정확한 점프에 감탄을 표한 바 있다. 실제로 아사다 마오 선수와 안도 미키 선수를 비롯해 많은 선수들이 실제로 정확한 X자가 아닌 약간의 꼼수를 써서 룹 점프로 인정받고 있는 상황 속에서도 꿋꿋하게 정통을 지킨 김연아 선수다. 올림픽 시즌을 앞둔 공개 훈련에서는 실제로 많은 기자들에게 그동안 문제가 되었던 룹 점프를 선보였는데, 그동안의 룹 점프와는 다른 방식의 룹 점프를 구사하여, 비거리 없기로 소문난 룹 점프의 엄청난 비거리를 보여준 바 있다.
- 2008-2009 시즌 플립 점프에서 롱엣지(e)와 어텐션(!) 판정을 받았지만, 많은 피겨 전문가들과 해설가들은 하나같이 김연아 선수의 플립 점프는 중립에 가까운 얕은 인엣지로 뛰는 정석 플립 점프라며 채점에 의혹을 제기했다. 이에 김연아 선수는 2009-2010 올림픽 시즌에서 플립 점프를 단독으로 뛰고, 기존의 트리플 플립+트리플 토룹 컴비네이션을 트리플 러츠+트리플 토룹 컴비네이션으로 바꿔 뛰며 이를 다시 올바른 플립으로 인정받고 있다.[57] 실제 트리플 러츠+트리플 토룹은 10점의 기초점을 가지고 있으며, 이에 2점 이상의 높은 GOE를 받으며 아사다 마오 선수의 트리플 악셀+더블 토룹 점프를 압도한 바 있다.

스핀

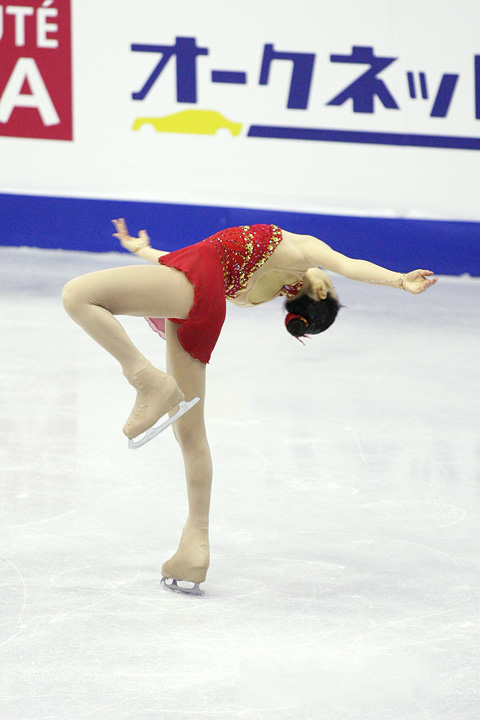
연아 카멜 스핀
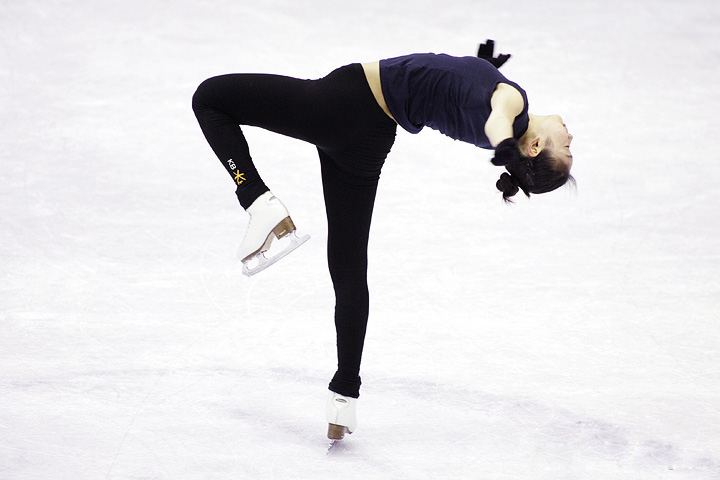
연아 카멜 스핀

- 2007-08 시즌에서는 고난이도의 다양한 포지션으로 구성된 스핀을 프로그램에 넣어 대부분이 최고난이도인 레벨 4를 획득했으며, 특히 등을 뒤로 젖히는 자세를 취하는 레이백 스핀(Layback Spin)은 출전한 모든 대회에서 레벨 4를 받았다.
- 또한 한쪽 다리를 170도 이상으로 접은 후 상체를 위로 향하게 하는 카멜 스핀으로도 잘 알려져있으며, 이를 팬들이 '연아 스핀' 또는 '연아 카멜'이라고 지칭하기도 한다. 김연아의 카멜 스핀은 상체 전면이 천장과 수평을 이루면서 도는 것이 특징적이다.
- 2010-2011 시즌, 모스크바에서 열린 세계선수권에서 쇼트프로그램 기술 요소중 레이백 스핀(LSp)의 가산점이 1.29점에 달했는데 이는 본인의 스핀 최고 가산점이다.[58]
- 대부분의 프로그램에서 마지막 구성 요소로 "체인지 풋 컴비네이션 스핀(CCoSp)"을 구사하고 있다.

스텝
- 엣지(스케이트 날)의 다양한 변화와 깊은 각도의 자세, 몸의 중심을 엣지 하나로 지탱하면서 포물선을 그리는 포지션 등 기술적으로 어려운 고난도의 동작을 구성에 넣고 있다. 대부분이 레벨 3을 받고 있다.
- 2009년 세계선수권에서는 쇼트프로그램과 프리스케이팅의 스텝 모두 가산점 1점을 받았다.
- 2013년 세계선수권에서 쇼트 프로그램, 프리 스케이팅 모두 스텝 레벨 4를 받았다.

스파이럴
- 스파이럴에서는 정확한 연기 수행으로 대부분이 최고 난이도인 레벨4를 획득하고 있다.[59]
- 유연하고 높은 스트레치와 엣지(스케이트 날)의 방향 전환에서도 크게 흔들리거나 속도의 감소없이 빠르고 부드러운 동작으로 연결시킨다.
- 2008-2009 시즌 컵 오브 차이나와 2009년 세계선수권의 프리스케이팅,2010 벤쿠버 올림픽에선 스파이럴에서 2.0점의 가산점을 받았다.
- 2011시즌부터 스파이럴이 삭제되고 기본점 2.0 고정에 가산점으로 등급을 매기는 코레오그래피 스파이럴이 있었으나, 이후 코레오그래피 시퀀스로 수정이 되었으며 13년 세계선수권, 소치 올림픽에서 좋은 가산점을 받았다

표현력과 그 밖의 요소
- 심리적으로 강한 면이 경기력 향상에 긍정적 요인으로 작용하고 있다.
- 음악 해석력과 표현력이 탁월하다.[60]

## 프로그램
| 시즌      | 쇼트 프로그램                                                                                                | 프리 스케이팅                                                                | 갈라 프로그램                                                                                          |
| --------- | --- | ---------------------------------------------------------------------------- | --- |
| 2019      | - | -                                                                            | Variation on Dark Eyes - 러시아 집시 민요 (안무 - 데이비드 윌슨, 산드라 베직) Issues - 줄리아 마이클스 |
| 2018      | - | -                                                                            | House of Woodcock - 영화 '팬텀 스레드' OST                                                             |
| 2013–2014 | 어릿광대를 보내주오 (Send in the Clowns) - 스티븐 손드하임 (안무 - 데이비드 윌슨)                            | 아디오스 노니노 (Adios Nonino) - 아스토르 피아졸라 (안무 - 데이비드 윌슨)    | 오페라 투란도트 중 Nessun Dorma (공주는 잠 못 이루고) - 지아코모 푸치니 Imagine - 에이브릴 라빈        |
| 2012–2013 | 뱀파이어의 키스 (The Kiss of the Vampire) - 영화 '뱀파이어의 키스' OST, 제임스 버나드 (안무 - 데이비드 윌슨) | 레 미제라블 (Les Misérables) - 클로드 미셸 쇤베르그 (안무 - 데이비드 윌슨)   | All of Me - 마이클 부블레                                                                              |
| 2011–2012 | 시즌 불참 | 시즌 불참                                                                    | All of Me - 마이클 부블레                                                                              |
| 2011–2012 | 시즌 불참 | 시즌 불참                                                                    | 록산느의 탱고 (El Tango de Roxanne) - 영화 '물랑 루즈' OST                                             |
| 2011–2012 | 시즌 불참 | 시즌 불참                                                                    | Someone Like You - 아델                                                                                |
| 2011–2012 | 시즌 불참 | 시즌 불참                                                                    | Fever - 비욘세                                                                                         |
| 2010–2011 | 지젤 (Giselle) - 아돌프 아당 (안무 - 데이비드 윌슨)                                                          | 오마주 투 코리아 (Homage to Korea) - 한국 전통 음악 (안무 - 데이비드 윌슨)   | Bulletproof - 라 루                                                                                    |
| 2009–2010 | 제임스 본드 메들리 (James Bond Medley) - 영화 '007' OST (안무 - 데이비드 윌슨)                               | 피아노 협주곡 바장조 (Concerto in F) - 조지 거슈윈 (안무 - 데이비드 윌슨)    | |
| 2009–2010 | 제임스 본드 메들리 (James Bond Medley) - 영화 '007' OST (안무 - 데이비드 윌슨)                               | 피아노 협주곡 바장조 (Concerto in F) - 조지 거슈윈 (안무 - 데이비드 윌슨)    | 타이스의 명상곡 (Méditation de Thaïs) - 쥘 마스네                                                      |
| 2009–2010 | 제임스 본드 메들리 (James Bond Medley) - 영화 '007' OST (안무 - 데이비드 윌슨)                               | 피아노 협주곡 바장조 (Concerto in F) - 조지 거슈윈 (안무 - 데이비드 윌슨)    | Don't Stop the Music - 리한나 (안무 - 산드라 베직)                                                     |
| 2008–2009 | 죽음의 무도 (Danse Macabre) - 카미유 생상 (안무 - 데이비드 윌슨)                                             | 세헤라자데 (Scheherazade) - 니콜라이 림스키코르사코프 (안무 - 데이비드 윌슨) | Gold - 린다 에더 (뮤지컬 '카미유 클로델' OST)                                                          |
| 2008–2009 | 죽음의 무도 (Danse Macabre) - 카미유 생상 (안무 - 데이비드 윌슨)                                             | 세헤라자데 (Scheherazade) - 니콜라이 림스키코르사코프 (안무 - 데이비드 윌슨) | Only Hope - 맨디 무어 (영화 '워크 투 리멤버' OST)                                                      |
| 2007–2008 | 박쥐 (Die Fledermaus) - 요한 슈트라우스 2세 (안무 - 데이비드 윌슨)                                           | 미스 사이공 (Miss Saigon) - 클로드 미셸 쇤베르그 (안무 - 데이비드 윌슨)      | Only Hope - 맨디 무어 (영화 '워크 투 리멤버' OST)                                                      |
| 2007–2008 | 박쥐 (Die Fledermaus) - 요한 슈트라우스 2세 (안무 - 데이비드 윌슨)                                           | 미스 사이공 (Miss Saigon) - 클로드 미셸 쇤베르그 (안무 - 데이비드 윌슨)      | Once Upon a Dream - 린다 에더 (뮤지컬 '지킬박사와 하이드' OST)                                         |
| 2007–2008 | 박쥐 (Die Fledermaus) - 요한 슈트라우스 2세 (안무 - 데이비드 윌슨)                                           | 미스 사이공 (Miss Saigon) - 클로드 미셸 쇤베르그 (안무 - 데이비드 윌슨)      | Just a Girl - 노 다웃                                                                                  |
| 2006–2007 | 록산느의 탱고 (El Tango de Roxanne) - 영화 '물랑 루즈' OST (안무 - 데이비드 윌슨)                            | 종달새의 비상 (The Lark Ascending) - 랠프 본 윌리엄스 (안무 - 데이비드 윌슨) | Reflection - 크리스티나 아길레라 (영화 '뮬란' OST)                                                     |
| 2005–2006 | 록산느의 탱고 (El Tango de Roxanne) - 영화 '물랑 루즈' OST (안무 - 톰 딕슨)                                  | Papa, Can You Hear Me? - 영화 '옌틀 (Yentl)' OST (안무 - 제프리 버틀)        | One Day I'll Fly Away - 니콜 키드먼 (영화 '물랑 루즈' OST)                                             |
| 2004–2005 | 눈보라 (Snowstorm) - 게오르기 스비리도프 (안무 - 카타리나 린드그렌)                                          | Papa, Can You Hear Me? - 영화 '옌틀 (Yentl)' OST (안무 - 제프리 버틀)        | Ben - 마이클 잭슨                                                                                      |

## 대회 기록

### 주요 대회 기록

#### 시니어

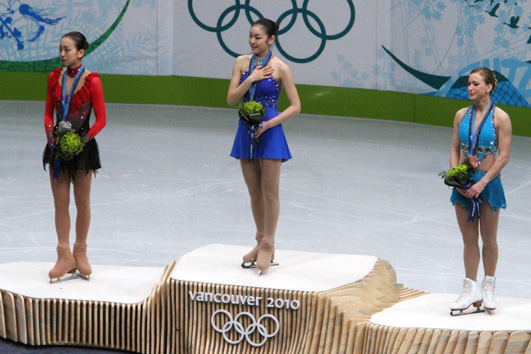
2010년 동계 올림픽 시상대에 선 김연아(가운데)

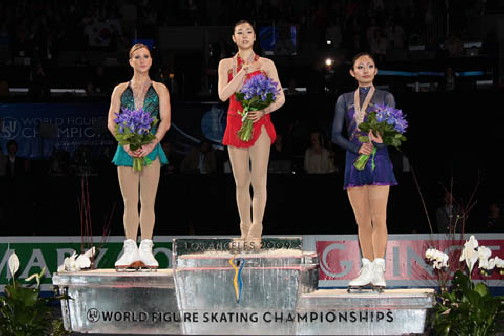
2009년 세계 선수권 대회 시상대에 선 김연아(가운데)

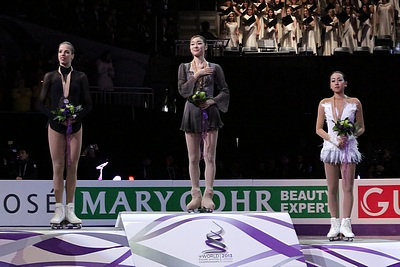
2013년 세계 선수권 대회 시상대에 선 김연아(가운데)

| 대회/시즌                   | 2006–07 | 2007–08 | 2008–09 | 2009–10 | 2010–11 | 2012–13 | 2013–14 |
| --------------------------- | ------- | ------- | ------- | ------- | ------- | ------- | ------- |
| 동계 올림픽                 |         |         |         | 1       |         |         | 2       |
| 세계 선수권                 | 3       | 3       | 1       | 2       | 2       | 1       |         |
| 4대륙 선수권                |         |         | 1       |         |         |         |         |
| 한국 선수권                 |         |         |         |         |         | 1       | 1       |
| 그랑프리 파이널             | 1       | 1       | 2       | 1       |         |         |         |
| 그랑프리 스케이트 아메리카  |         |         | 1       | 1       |         |         |         |
| 그랑프리 컵 오브 러시아     |         | 1       |         |         |         |         |         |
| 그랑프리 컵 오브 차이나     |         | 1       | 1       |         |         |         |         |
| 그랑프리 트로피 에릭 봉파르 | 1       |         |         | 1       |         |         |         |
| 그랑프리 스케이트 캐나다    | 3       |         |         |         |         |         |         |
| 골든 스핀 오브 자그레브     |         |         |         |         |         |         | 1       |
| NRW 트로피                  |         |         |         |         |         | 1       |         |
| 동계 체육대회               | 1 (고)  |         |         |         |         |         |         |

#### 노비스 & 주니어
| 대회/시즌                  | 1998–99  | 1999–00  | 2000–01  | 2001–02  | 2002–03  | 2003–04  | 2004–05  | 2005–06  |
| -------------------------- | -------- | -------- | -------- | -------- | -------- | -------- | -------- | -------- |
| 주니어 세계 선수권         |          |          |          |          |          |          | 2 J.     | 1 J.     |
| 한국 선수권 (종합선수권)   |          |          |          | 1 J.     | 1 S.     | 1 S.     | 1 S.     | 1 S.     |
| 주니어 그랑프리 파이널     |          |          |          |          |          |          | 2 J.     | 1 J.     |
| 주니어 그랑프리 불가리아   |          |          |          |          |          |          |          | 1 J.     |
| 주니어 그랑프리 슬로바키아 |          |          |          |          |          |          |          | 1 J.     |
| 주니어 그랑프리 중국       |          |          |          |          |          |          | 2 J.     |          |
| 주니어 그랑프리 헝가리     |          |          |          |          |          |          | 1 J.     |          |
| 브로드무어 오픈            |          |          |          |          |          |          |          | 1 J.     |
| 골든 베어 오브 자그레브    |          |          |          |          |          | 1 N.     |          |          |
| 트리글라브 트로피          |          |          |          | 1 N.     |          |          |          |          |
| 주니어 그랑프리 선발전     |          |          |          |          |          |          | 1 J.     | 1 J.     |
| 회장배 랭킹대회            |          |          |          | 1 J.     | 1 J.     | 1 J.     | 1 S.     | 1 S.     |
| 동계 체육대회 (동계체전)   | 1 N.(초) | 2 N.(초) |          | 1 J.(초) | 1 S.(초) | 1 S.(중) | 1 S.(중) | 1 S.(중) |
| 종별 선수권                |          |          | 1 J.(초) | 1 J.(초) | 1 J.(초) |          |          |          |
| 꿈나무 대회                |          |          |          | 1 J.     | 1 J.     |          |          |          |

- N : 노비스 부문
- J : 주니어 부문
- S : 시니어 부문

### 주요 대회 세부 기록

#### 시니어
| 2013–2014 시즌            |                              |         |          |          |
| 날짜                      | 대회                         | 쇼트    | 프리     | 합계     |
| 2014년 2월 6일 – 22일     | 동계 올림픽                  | 1 74.92 | 2 144.19 | 2 219.11 |
| 2014년 1월 1일 – 5일      | 제68회 한국 피겨 선수권      | 1 80.60 | 1 147.26 | 1 227.86 |
| 2013년 12월 5일 – 8일     | 골든 스핀 오브 자그레브      | 1 73.37 | 1 131.12 | 1 204.49 |
| 2012–2013 시즌            |                              |         |          |          |
| 날짜                      | 대회                         | 쇼트    | 프리     | 합계     |
| 2013년 3월 10일 – 17일    | 세계 선수권                  | 1 69.97 | 1 148.34 | 1 218.31 |
| 2013년 1월 2일 – 6일      | 제67회 한국 피겨 선수권      | 1 64.97 | 1 145.80 | 1 210.77 |
| 2012년 12월 5일 – 9일     | NRW 트로피                   | 1 72.27 | 1 129.34 | 1 201.61 |
| 2010–2011 시즌            |                              |         |          |          |
| 날짜                      | 대회                         | 쇼트    | 프리     | 합계     |
| 2011년 4월 24일 – 5월 1일 | 세계 선수권                  | 1 65.91 | 2 128.59 | 2 194.50 |
| 2009–2010 시즌            |                              |         |          |          |
| 날짜                      | 대회                         | 쇼트    | 프리     | 합계     |
| 2010년 3월 22일 – 28일    | 세계 선수권                  | 7 60.30 | 1 130.49 | 2 190.79 |
| 2010년 2월 14일 – 27일    | 동계 올림픽                  | 1 78.50 | 1 150.06 | 1 228.56 |
| 2009년 12월 3일 – 6일     | 그랑프리 파이널              | 2 65.64 | 1 123.22 | 1 188.86 |
| 2009년 11월 12일 – 15일   | 그랑프리, 스케이트 아메리카  | 1 76.28 | 2 111.70 | 1 187.98 |
| 2009년 10월 15일 – 18일   | 그랑프리, 트로피 에릭 봉파르 | 1 76.08 | 1 133.95 | 1 210.03 |
| 2008–2009 시즌            |                              |         |          |          |
| 날짜                      | 대회                         | 쇼트    | 프리     | 합계     |
| 2009년 3월 23일 – 29일    | 세계 선수권                  | 1 76.12 | 1 131.59 | 1 207.71 |
| 2009년 2월 2일 – 8일      | 4대륙 선수권                 | 1 72.24 | 3 116.83 | 1 189.07 |
| 2008년 12월 10일 – 14일   | 그랑프리 파이널              | 1 65.94 | 2 120.41 | 2 186.35 |
| 2008년 11월 6일 – 9일     | 그랑프리, 컵 오브 차이나     | 1 63.64 | 1 128.11 | 1 191.75 |
| 2008년 10월 23일 – 26일   | 그랑프리, 스케이트 아메리카  | 1 69.50 | 1 123.95 | 1 193.45 |
| 2007–2008 시즌            |                              |         |          |          |
| 날짜                      | 대회                         | 쇼트    | 프리     | 합계     |
| 2008년 3월 17일 – 23일    | 세계 선수권                  | 5 59.85 | 1 123.38 | 3 183.23 |
| 2007년 12월 13일 – 16일   | 그랑프리 파이널              | 1 64.62 | 2 132.21 | 1 196.83 |
| 2007년 11월 22일 – 25일   | 그랑프리, 컵 오브 러시아     | 1 63.50 | 1 133.70 | 1 197.20 |
| 2007년 11월 8일 – 11일    | 그랑프리, 컵 오브 차이나     | 3 58.32 | 1 122.36 | 1 180.68 |
| 2006–2007 시즌            |                              |         |          |          |
| 날짜                      | 대회                         | 쇼트    | 프리     | 합계     |
| 2007년 3월 19일 – 25일    | 세계 선수권                  | 1 71.95 | 4 114.19 | 3 186.14 |
| 2007년 2월 21일 – 24일    | 제88회 전국동계체육대회      | 1 47.14 | 1 92.52  | 1 139.66 |
| 2006년 12월 14일 – 17일   | 그랑프리 파이널              | 3 65.06 | 1 119.14 | 1 184.20 |
| 2006년 11월 16일 – 19일   | 그랑프리, 트로피 에릭 봉파르 | 1 65.22 | 1 119.32 | 1 184.54 |
| 2006년 11월 2일 – 5일     | 그랑프리, 스케이트 캐나다    | 1 62.68 | 4 105.80 | 3 168.48 |

- 쇼트 = 쇼트 프로그램; 프리 = 프리 스케이팅/롱 프로그램
- 세계 최고 기록은 진한 글씨로 표시

#### 주니어
| 2005–2006 시즌             |                             |        |          |         |          |          |
| 날짜                       | 대회                        | 레벨   | QR       | 쇼트    | 프리     | 합계     |
| 2006년 3월 6일 – 12일      | 주니어 세계 선수권          | 주니어 | 1 107.52 | 1 60.86 | 1 116.68 | 1 177.54 |
| 2006년 2월 1일 – 4일       | 제87회 전국동계체육대회     | 시니어 | –        | 1 49.90 | 1 57.16  | 1 107.06 |
| 2006년 1월 5일 – 8일       | 제60회 한국 피겨 선수권     | 시니어 | –        | 1 61.44 | 1 104.08 | 1 165.52 |
| 2005년 11월 24일 – 27일    | 주니어 그랑프리 파이널      | 주니어 | –        | 1 57.51 | 1 116.61 | 1 174.12 |
| 2005년 9월 29일 – 10월 2일 | 주니어 그랑프리, 불가리아   | 주니어 | –        | 1 53.45 | 1 99.98  | 1 153.43 |
| 2005년 9월 1일 – 4일       | 주니어 그랑프리, 슬로바키아 | 주니어 | –        | 1 58.63 | 1 110.20 | 1 168.83 |
| 2004–2005 시즌             |                             |        |          |         |          |          |
| 날짜                       | 대회                        | 레벨   | QR       | 쇼트    | 프리     | 합계     |
| 2005년 2월 28일 – 3월 6일  | 주니어 세계 선수권          | 주니어 | 1 102.98 | 6 48.67 | 2 110.26 | 2 158.93 |
| 2005년 2월 24일 – 26일     | 제86회 전국동계체육대회     | 시니어 | –        | 1       | 1        | 1 1.5    |
| 2005년 1월 1일 – 4일       | 제59회 한국 피겨 선수권     | 시니어 | –        | 1       | 1        | 1 1.5    |
| 2004년 12월 2일 – 5일      | 주니어 그랑프리 파이널      | 주니어 | –        | 2 51.27 | 3 86.48  | 2 137.75 |
| 2004년 9월 16일 – 19일     | 주니어 그랑프리, 중국       | 주니어 | –        | 4 38.87 | 1 92.35  | 2 131.22 |
| 2004년 9월 1일 – 5일       | 주니어 그랑프리, 헝가리     | 주니어 | –        | 1 47.23 | 1 101.32 | 1 148.55 |
| 2003–2004 시즌             |                             |        |          |         |          |          |
| 날짜                       | 대회                        | 레벨   | QR       | 쇼트    | 프리     | 합계     |
| 2004년 2월 18일 – 20일     | 제85회 전국동계체육대회     | 시니어 | –        | 1       | 1        | 1 1.5    |
| 2004년 2월 2일 – 5일       | 제58회 한국 피겨 선수권     | 시니어 | –        | 1       | 1        | 1 1.5    |
| 2003년 11월 19일 – 22일    | 골든 베어 오브 자그레브     | 노비스 | –        | 1       | 1        | 1 1.5    |
| 2002–2003 시즌             |                             |        |          |         |          |          |
| 날짜                       | 대회                        | 레벨   | QR       | 쇼트    | 프리     | 합계     |
| 2003년 3월 8일 – 11일      | 제57회 한국 피겨 선수권     | 시니어 | –        | 1       | 1        | 1 1.5    |
| 2003년 2월 19일 – 21일     | 제84회 전국동계체육대회     | 시니어 | –        | 1       | 1        | 1 1.5    |
| 2001–2002 시즌             |                             |        |          |         |          |          |
| 날짜                       | 대회                        | 레벨   | QR       | 쇼트    | 프리     | 합계     |
| 2002년 4월 18일 – 21일     | 트리글라브 트로피           | 노비스 | –        | 1       | 1        | 1 1.5    |
| 2002년 2월 26일 – 28일     | 제83회 전국동계체육대회     | 주니어 | –        | 1       | 1        | 1 1.5    |
| 2001년 11월 20일 – 23일    | 제56회 한국 피겨 선수권     | 주니어 | –        | 1       | 1        | 1 1.5    |
| 1999–2000 시즌             |                             |        |          |         |          |          |
| 날짜                       | 대회                        | 레벨   | QR       | 쇼트    | 프리     | 합계     |
| 2000년 2월 14일 – 18일     | 제81회 전국동계체육대회     | 노비스 | –        | 3       | 2        | 2 3.5    |
| 1998–1999 시즌             |                             |        |          |         |          |          |
| 날짜                       | 대회                        | 레벨   | QR       | 쇼트    | 프리     | 합계     |
| 1999년 2월 10일 – 12일     | 제80회 전국동계체육대회     | 노비스 | –        | 1       | 1        | 1 1.5    |

- QR = 예선 라운드; 쇼트 = 쇼트 프로그램; 프리 = 프리 스케이팅/롱 프로그램

## 수상 기록
| 년도   | 수상 내역 |
| ------ | --- |
| 2006년 | - 경기도 교육청 제1호 글로벌 인재상 - 대한민국 국회대상 스포츠 부문상 |
| 2007년 | - 제12회 코카콜라 체육대상 최우수 선수상 - 대한체육회 체육상 경기부문 최우수상 - 대한민국 스포츠ㆍ레저문화 대상 특별상 - 제3회 앙드레 김 베스트스타어워드 스포츠스타상 - 제45회 대한민국 체육상 특별상 - 한국스카우트연맹 Youth Hero상(자랑스런 청소년 대상) 체육부문상 - '코리아 브랜드 컨퍼런스 2007' 브랜드 올림픽 개인브랜드 여자운동선수 부문 슈퍼브랜드 수상 - 한국방송카메라기자대상 올해의 굿 뉴스메이커 상 |
| 2008년 | - 아시아 뉴스 네트워크(ANN) 아시아의 우상 선정 - 대한빙상경기연맹 선정 피겨스케이팅 부문 최우수 선수상 - 제13회 코카콜라 체육대상 인기상 - 한국이미지커뮤니케이션연구원 CICI Korea 2008' 한국 이미지 새싹상 - 대한민국 스포츠ㆍ레저산업 대상 특별공로상 - 대한민국 대표 브랜드 대상 특별상 - 대한민국 인재상 - 제8회 자랑스런 한국인대상 스포츠부문상 - 한국언론인연합회 선정 '자랑스런 한국인 대상' 스포츠 부문상 - 한국여성스포츠회 제20회 윤곡여성체육대상 개인부문 최우수선수상 - NATE 골든아이콘 어워드 모바일 싸이월드 부문 1위 수상 - 환경재단 '2008 세상을 밝게 만든 100인' 선정 - 중국 체육 전문지 경기화보 '2008년을 빛낸 올해의 스포츠 스타 5인' 선정 |
| 2009년 | - Mnet 20's Choice 'Hot 스포츠스타상' - 제6회 TVCF 어워즈 2008 모델부문 최우수상 '올해의 모델상' - 제55회 대한체육회 체육대상 우수상 - 포브스코리아 선정 대한민국 '파워 셀리브리티 40인' 1위 선정 - 유니버설 뮤직 '파이브 플래티넘 디스크상' - 제1회 대한민국 브랜드 이미지 어워드 문화예술부문 - 제40회 경기도체육상 스포츠 스타상 - 제4회 앙드레김 베스트 스타 어워드 스타상 - 대한민국광고대상 모델상 - 제47회 대한민국체육상 경기부문 최우수상 |
| 2010년 | - 미국 '올해의 스포츠 우먼상 수상' - 미국 시사주간지 타임 선정 '세계에서 가장 영향력 있는 100인' - 영웅부문 2위 - 미주동포후원재단 선정 '자랑스런 한국인상' - 미국 '로스앤젤레스 명예시민'으로 위촉 - 올해의 경기도 스포츠 스타상 - 스포츠 일러스트레이티드 가장 인상적인 스포츠 선수 10인 |
| 2011년 | - 2011 외신홍보상 (The SFCC Award for Raising Awareness of Korea Overseas) 스포츠 부문수상 -2011.12.09 - 문화체육관광부 • 한국관광공사 선정 제2회 한국관광의 별 특별 공로자 - 2011 SBS 연예대상 특별상 수상 - 제12회 대한민국 국회대상 올해의 공로상 - 제9회 올해의 브랜드 대상 특별상 스포츠인부문 |
| 2012년 | - 국민훈장 모란장 - 2012 자랑스런 대한민국 시민 대상 - 스포츠발전 공로대상(국위선양공로부문) - 제17회 코카콜라 체육대상 공로상 |
| 2013년 | - 미국스포츠아카데미 올해의 여자선수상 - MBN 여성 스포츠 대상 3월 MVP |
| 2014년 | - 제19회 코카콜라 체육대상 최우수선수상 - 제8회 포니정 혁신상 수상 영상 - 2014 한국광고주대회 광고주의 밤 시상식 광고주가 뽑은 좋은 모델상 - 스포츠마케팅어워즈 올해의 선수상 |
| 2016년 | - 2015 국가브랜드 대상 개인 스포츠부문 수상 - 대한민국 스포츠영웅 선정, 명예의 전당 헌액 - 체육훈장 청룡장 |
| 2018년 | - 제23회 국가올림픽연합회 어워즈 아웃스탠딩 퍼포먼스상 |
| 2023년 | - 한국이미지커뮤니케이션연구원 CICI Korea 2023 주춧돌상 수상 - 2023 펀덱스 어워드 비드라마 게스트 우수상 |

### 수훈
- 체육훈장 청룡장(2016년 10월 14일)
- 국민훈장 모란장(2012년 1월 17일)

## 학력
- 신흥초등학교 (졸업)
- 도장중학교 (졸업)
- 수리고등학교 (졸업)
- 고려대학교 체육교육과 (졸업)
- 고려대학교 교육대학원 체육교육과 (졸업)

## 방송 출연

### 대한민국
- tvN
  - 《유퀴즈온더블럭》(2023.06.28)

- KBS
  - 《KBS 광복70년 국민대합창 '나는 대한민국'》(2015.08.15)
  - 《김연아 스페셜》 '연아의 마법 세상을 홀리다' (2010.02.28)
  - 《여유만만》 '부모 열전 역대 연봉 스포츠 스타로 키운 사연' (2009.07.31)
  - 《취재파일 4321》 '불황 속 희망 아이콘 김연아 경제학' (2009.04.05)
  - 《2009 국민의 희망 파이팅 코리아》 '김연아 스페셜' (2009.01.01)
  - 《단박인터뷰》 '김연아 편' (2007.05.10)
  - 《KBS 스페셜》 '종달새의 비상' (2007.01.06)
  - 《2007 신년 대기획 희망을 이야기합시다》 (2007.01.01)
  - 《생방송 세상의 중심》 '신윤주의 집중인터뷰' (2006)

- MBC
  - 《무한도전》
    - 국민 여동생 김연아 특집’(2007.09.22)
    - 김연아 축제의 무도 특집’(2009.04.25)

  - 《생방송 오늘 아침》
    - 세계가 반했다! 김연아 vs 나승연 (2011.07.13)
    - 세계를 놀라게한 김연아 PT의상도 전략 (2011.07.12)

  - 《무릎팍도사》 (183~184회) (2010.05.26 ~ 06.09)
  - 《MBC 스페셜》 '퀸 연아! 나는 대한민국이다' (2009.05.17)
  - 《기분좋은 날》
    - '피겨여왕 김연아 스페셜' (2009.04.29)
    - '연예플러스 - 연예인 의상 협찬, 그것이 알고 싶다!' - 김연아
    - '대한민국을 열광케 한 김연아 신드롬'

  - 《생방송 화제집중》
    - '원더풀~ 김연아!' (2006.03.17)
    - '탄생! 은반위의 요정' (2004.09.09)

- SBS
  - 《주영진의 뉴스브리핑》 (2022.02.23)
  - 《김연아 또 다른 도전》 (2013.03.24)
  - 《2011 SBS 연예대상》 (2011.12.30)
  - 《한밤의 TV연예》
    - 피겨 여왕 김연아, 화제만발 시구현장 (2011.11.02)

  - 《SBS스페셜 '아이콘 김연아, 2막을 열다'》 (2011.09.04)
  - 《생방송 좋은아침》
    - 평창의 여신 김연아와 나승연의 이야기 (2011.07.20)

  - 《평창 2018 특집다큐 '10년의 꿈, 더반에 피다'》 (2011.07.09)
  - 《일요일이 좋다 - 김연아의 키스 & 크라이》 MC (2011.5.22 ~ 2011.08.21)
  - 《2010 밴쿠버올림픽 금메달 특집 '김연아의 트리플 러브'》 (2010. 02. 27)
  - 《특집다큐 '키스&크라이- 연아, 본드걸로 돌아오다'》 (2009.10.15)
  - 《2009 ISU 세계피겨선수권 '명품피겨 김연아 세계를 품어라'》 (2009.03.26)
  - 《신년특집 2009 대한민국의 꿈 피겨여왕 김연아》 (2009.01.01)
  - 《더 스타쇼》 '김연아 편' (2008.05.12)
  - 《2008 스페이스 코리아 우주생방송》 "우주인 이소연과 김연아 선수의 화상대화" (2008.4.17)
  - 《특집다큐 '소녀, 세계를 매혹하다 - 김연아'》 (2008.03.19)
  - 《휴먼다큐 애니메이션 슈퍼코리언》 (2007.06)
  - 《한수진의 선데이클릭》 (2007.04.15)

- SBS SPORTS
  - 《대한민국, 겨울 하늘을 품다, 세계를 감동시킨 태극 바장조!》 (2010.03.18)
  - 《'여왕 김연아를 이야기하다'》 (2009.04.14)
  - 《대한민국 스포츠 아이콘 10 '전설을 꿈꾸는 김연아'》 (2009.01.04)
  - 《피겨요정을 넘어선다, 김연아》 (설특집 1부) (2008.02)
  - 《특집 김연아! 피겨요정에서 여왕으로》 (2007.11.29)

- SUPER ACTION, 온스타일
  - 《김연아의 Wishes on Ice! 꿈나무를 만나다》 (2008.12.25)

- JTBC
  - 《개국특집 JTBC 10시 뉴스》 'NEWS 10' (2011.12.01)
  - 《JTBC 스포츠뉴스》 '쨍하고 공뜬날날'(2012.12.14)

- TV조선
  - 《개국특집 TV조선 9시 뉴스》 '날(2011.12.01)

### 해외
- 미국 CNN 《토크 아시아 'Kim Yuna: South Korea's ice skating icon'》 (2011.06.30)
- 디스커버리 채널 《hip Korea: Yu-Na Kim - Seoul Spirit》 (2010.03.19)
- 캐나다 CBC 《배틀 오브 더 블레이즈》 (2009.10.27)
- 일본 후지TV 《구탄누보》 (2009.05.27)
- 일본 후지TV 《신보도 프리미어 A》 (2008.04.06)
- 일본 TX 《Japan Open Ad Rival Talk Session》 (2007.04.08)
- 일본 NHK 《Sunday Sports》 (2007.03.11)

## 광고 및 홍보 활동

### CF 광고 모델
| 연도                          | 기업명                                    | 제품명                                              | 품목                    | 공동 출연                                     |
| ----------------------------- | ----------------------------------------- | --------------------------------------------------- | ----------------------- | --------------------------------------------- |
| 2006년 - 현재                 | KB 금융그룹                               | KB국민은행 기업 캠페인                              | 금융                    | 박태환(2008년) 이승기(2010~2016년, 2018년 ~ ) |
| 2006년 - 현재                 | KB 금융그룹                               | KB금융그룹 월드컵 캠페인                            | 금융                    | 박태환(2008년) 이승기(2010~2016년, 2018년 ~ ) |
| 2007년                        | 대한민국 국정홍보처 (현재 문화체육관광부) | 다이내믹 코리아                                     | 공익 캠페인             | 박태환                                        |
| 2007년                        | 롯데칠성음료                              | 아이시스                                            | 생수 음료               |                                               |
| 2007년 - 2009년               | 아이비클럽(주)                            | 아이비클럽                                          | 학생복                  | 슈퍼주니어 원더걸스                           |
| 2007년 - 2016년               | LG생활건강                                | 샤프란                                              | 섬유유연제,섬유탈취제   | 전인화(2007년) 김희애(2015년) 박보검(2016년)  |
| 2007년 - 2016년               | LG생활건강                                | 샤프란 꽃담초                                       | 섬유유연제,섬유탈취제   | 전인화(2007년) 김희애(2015년) 박보검(2016년)  |
| 2008년                        | 한국P&G                                   | 위스퍼 세이프티존                                   | 생리대,여성용품         |                                               |
| 2008년                        | 스포츠토토(주) 국민체육진흥공단           | 스포츠토토                                          | 공익 캠페인             |                                               |
| 2008년                        | LG전자                                    | Art DIOS 냉장고                                     | 생활가전                | 박미희(어머니)                                |
| 2008년                        | 삼성그룹                                  | 삼성 하하하 캠페인 - 김연아의 하하하송              | 기업 캠페인             |                                               |
| 2008년                        | 한국 3M(주)                               | 넥스케어                                            | 의약품                  |                                               |
| 2008년 - 2011년               | CJ 푸드빌                                 | 뚜레쥬르 연아빵                                     | 제빵                    | 라이센스 계약                                 |
| 2008년 - 2013년               | 매일유업                                  | 매일우유 ESL 저지방＆칼슘우유                       | 유제품                  |                                               |
| 2008년 - 2013년               | 매일유업                                  | 매일우유 ESL                                        | 유제품                  |                                               |
| 2008년 - 2015년               | (주)제이에스티나                          | 제이에스티나                                        | 주얼리                  | 라이센스 계약                                 |
| 2009년                        | 스무디즈코리아                            | 스무디 킹 - Be white 연아스무디                     | 주스음료                |                                               |
| 2009년 - 2011년               | 삼성전자                                  | 애니콜 연아의 햅틱                                  | 핸드폰                  |                                               |
| 2009년 - 2011년               | 삼성전자                                  | 애니콜 T옴니아II                                    | 핸드폰                  |                                               |
| 2009년 - 2011년               | 삼성전자                                  | 삼성 Wave II                                        | 핸드폰                  |                                               |
| 2009년 - 2011년               | LG생활건강                                | 라끄베르                                            | 화장품                  |                                               |
| 2009년 - 2011년               | LG생활건강                                | 캐시캣                                              | 화장품                  |                                               |
| 2009년 - 2011년               | 현대자동차                                | 현대자동차 기업 광고                                | 자동차                  | 빅뱅(2010년)                                  |
| 2009년 - 2011년               | 현대자동차                                | 현대자동차 기업 광고                                | 자동차                  | 블루 드라이브                                 |
| 2009년 - 2011년               | 현대자동차                                | 현대자동차 기업 광고                                | 자동차                  | 2010 FIFA 월드컵 '샤우팅 코리아'              |
| 2009년 - 2011년               | 코오롱인더스트리FnC부문(주)               | 쿠아(QUA)                                           | 여성의류                |                                               |
| 2009년 - 2013년               | 매일유업                                  | 매일 요거트 퓨어                                    | 유제품                  |                                               |
| 2009년 - 2016년               | 삼성전자                                  | 하우젠 바람의 여신                                  | 에어컨                  | 2011년 하우젠 브랜드 사라짐.                  |
| 2009년 - 2016년               | 삼성전자                                  | 하우젠 에어컨 ZERO                                  | 에어컨                  | 2011년 하우젠 브랜드 사라짐.                  |
| 2009년 - 2016년               | 삼성전자                                  | 하우젠 스마트에어컨                                 | 에어컨                  | 2011년 하우젠 브랜드 사라짐.                  |
| 2009년 - 2016년               | 삼성전자                                  | 삼성 스마트 에어컨 Q                                | 에어컨                  | 2011년 하우젠 브랜드 사라짐.                  |
| 2009년 - 2016년               | 삼성전자                                  | 삼성 스마트에어컨 Q9000                             | 에어컨                  | 2011년 하우젠 브랜드 사라짐.                  |
| 2009년 - 2016년               | 삼성전자                                  | 삼성 무풍에어컨 Q9500                               | 에어컨                  | 2011년 하우젠 브랜드 사라짐.                  |
| 2010년                        | 나이키 코리아                             | NIKE WOMAN - This is Love                           | 스포츠 브랜드           |                                               |
| 2010년                        | 삼성TESCO                                 | 홈플러스 창립 11주년 세일 편                        | 대형마트(유통업체)      |                                               |
| 2010년                        | 삼성TESCO                                 | 연아와 함께 대한민국 응원 편                        | 대형마트(유통업체)      |                                               |
| 2011년                        | 신세계백화점×광주요                       | 도자컬렉션 'YUNA'                                   | 생활 도자기 대표 브랜드 | 라이센스 계약                                 |
| 2011년                        | 유니세프                                  | 유니세프 동아프리카 후원요청 공익광고               | 공익 캠페인             |                                               |
| 2012년 - 2013년               | 하이트진로                                | 하이트 아이스포인트                                 | 주류                    |                                               |
| 2012년 - 2014년               | LS네트웍스                                | 프로스펙스                                          | 스포츠 브랜드           | 김수현(2012년) 씨엔블루(2013년)               |
| 2012년 - 2014년 2017년 - 현재 | 해태HTB (한국코카콜라)                    | 강원 평창수                                         | 생수 음료               | [ 94 ]                                        |
| 2012년 - 현재                 | 동서식품                                  | 맥심 화이트골드 커피믹스                            | 커피                    |                                               |
| 2012년 - 현재                 | LS그룹(E1)                                | 대한민국 LPG E1                                     | 주유소                  |                                               |
| 2013년 - 2014년               | (주)제이에스티나                          | 로만손 시계                                         | 시계 브랜드             |                                               |
| 2013년 - 2015년               | 동서식품                                  | 포스트 라이트 업 프로틴 포스트 라이트 업            | 체중조절용 시리얼       |                                               |
| 2014년                        | 삼성전자                                  | 삼성 커브드 UHD TV                                  | TV 가전                 |                                               |
| 2014년 ~ 현재                 | SK텔레콤                                  | SKT 광대역 LTE-A X3                                 | 통신사                  | 김성령, 윤여정, 윤제문, 박성웅                |
| 2014년 - 2016년               | 삼성전자                                  | 삼성 인버터제습기                                   | 생활가전                |                                               |
| 2015년                        | KB 금융그룹, 국토교통부                   | 국민주택기금                                        | 공익 캠페인             |                                               |
| 2015년                        | 한국방송공사                              | KBS 광복70주년 국민대합창 '나는 대한민국이다'       | 공익 캠페인             |                                               |
| 2015년 - 현재                 | KB 금융그룹                               | KB 손해보험                                         | 보험                    | 김명민(2015년), 이상민, 전소민(2017년)        |
| 2016년                        | 삼성전자                                  | 삼성 파워스틱 청소기                                | 생활가전                |                                               |
| 2016~2017년                   | 한불화장품                                | 잇츠스킨                                            | 화장품로드숍            |                                               |
| 2016~2018년                   | 문화체육관광부, 강원도                    | 2018 평창동계올림픽                                 | 공익 광고               |                                               |
| 2016~2020년                   | (주)제이에스티나                          | 제이에스티나                                        | 주얼리                  | 박보검(2016~2017년 2월)                       |
| 2016년~현재                   | 뉴발란스 코리아 (이랜드월드패션사업부)    | 뉴발란스 우먼스                                     | 스포츠웨어              |                                               |
| 뉴발란스 연아다운             | 뉴발란스 코리아 (이랜드월드패션사업부)    |                                                     | 스포츠웨어              |                                               |
| 2017년                        | LG생활건강                                | 아우라(AURA)                                        | 섬유유연제              | 박보검                                        |
| 2017년 - 현재                 | 국토교통부, 인천국제공항                  | 인천국제공항 제2여객터미널 : 더 두근거리는 대한민국 | 공익 광고               |                                               |
| 2017~2018년                   | 한국코카콜라                              | 코카콜라 2018 평창동계올림픽 캠페인                 | 음료                    | 박보검                                        |
| 2017~2018년                   | SK텔레콤                                  | 연아와 함께 2018 평창 응원하기 캠페인               | 통신사                  | 이승훈, 윤성빈, 컬링 여자국가대표팀 외        |
| 2018년 - 현재                 | SK텔레콤                                  | THIS IS 5G                                          | 통신사                  | 윤성빈                                        |

### 홍보대사 활동
- 2006년 9월 20일 경기 체육 홍보대사[96]
- 2007년 4월 24일 아시아나항공 명예홍보대사
- 2007년 9월 17일 대한민국 국가브랜드 《다이나믹 코리아》 홍보대사[97]
- 2007년 12월 사회복지공동모금회 《사랑의 열매》 홍보대사
- 2008년 5월 27일 《나이키+휴먼레이스》 서울 이벤트 홍보대사
- 2009년 4월 28일 《2018년 동계 올림픽》 평창 유치 홍보대사
- 2009년 4월 29일 《2010-2012 한국방문의 해(문화관광부)》 홍보대사
- 2009년 5월 10일 《인천 국제 공항》명예 홍보대사
- 2010년 4월  8일  재단법인 《바보의 나눔》 홍보대사
- 2010년 5월 12일 《2010 서울 국제식품산업대전(농림수산 식품부)》 한식 홍보대사
- 2010년 5월 18일 《2018년 동계 올림픽》 평창 유치위원회 선수위원
- 2010년 7월 10일 《유니세프 (국제 연합 아동기금)》 국제 친선대사[98][99]
- 2010년 7월 28일 G20 서울 정상회의 홍보대사[100]
- 2011년 8월 18일 《스페셜올림픽》 글로벌 명예 홍보대사
- 2011년 10월 6일 《2012 유스 올림픽(동계 청소년 올림픽)》 홍보대사
- 2014년 8월 29일 《헌법재판소-세계헌법재판회의 제3차 총회》 홍보대사
- 2014년 11월 4일 《2018 평창동계올림픽》 홍보대사
- 2015년 8월 27일 《2016 유스 올림픽(동계 청소년 올림픽)》 홍보대사
- 2022년 2월 21일 《2024유스 올림픽(동계 청소년 올림픽)》 홍보대사

### 그 외

#### 화보 모델
- 피겨스케이트잡지 《IFS》
- 《하퍼스 바자》, 《엘르》, 《얼루어》, 《보그 코리아》, 《쎄씨》 등 패션잡지
- 화보신문 《하이컷》
- 남성잡지 《멘즈헬스》

#### 프로젝트 캠페인
- 중국 2008년 쓰촨 성 대지진 참사 기금 모금 《아이 러브 아시아(I Love Asia)》 음악 프로젝트 참여
- 스포츠토토, 《제2의 김연아 꿈나무 프로젝트》 공동 캠페인
- 삼성그룹, 《하하하 캠페인》 참여
- KB금융그룹, SBS, 2010 남아공 월드컵 응원송 참여 《Smile Boy》(김연아, 이승기)
- 동계올림픽 후원 삼성전자, 평창 동계올림픽 유치 기원 응원송 참여 《꿈의 겨울》(김연아, 박정현)

#### 기념물 발행
- 2010년 동계올림픽 기념 우표 발행[101]
- 2010년 동계올림픽 기념 주화 발행[102]
- 2009년 크리스마스씰 발행[103]

## 기부 활동
- 2016년 4월 6일, KB금융과 김연아 피겨 유망주 장학금 전달[104]
- 2016년 2월 24일, 유니세프 김연아팬카페 유니세프 기부 모금에 5천만원 기부[105]
- 2016년 1월 10일, KB금융과 김연아 피겨 꿈나무를 위한 장학금 전달[106]
- 2015년 11월 10일, 김연아 피카부백 경매 수익금 1800만원 유니세프에 기부[107]
- 2015년 4월 28일, 유니세프 한국위원회를 통해 네팔 지진 긴급 구호기금 10만달러 기부[108]
- 2015년 4월 8일, KB금융과 김연아 피겨 유망주 장학금 전달[109]
- 2015년 1월 9일, KB금융과 김연아  피겨 꿈나무를 위한 장학금 전달[110]
- 2014년 4월 28일, 은퇴메달 수익금 세월호 희생자를 위해 기부[111]
- 2014년 4월 21일, 유니세프 한국위원회를 통해 세월호 희생자 가족을 위해 1억원 기부[112]
- 2013년 11월 13일, 유니세프 한국위원회를 통해 필리핀 긴급 구호 기금으로 10만달러 기부[113]
- 2013년 5월 30일, 유니세프 한국위원회를 통해 부산 금정구 장애아동들에게 1000만 원 기부[114]
- 2013년 4월 29일, 세계 선수권 대회 우승 상금 5천만원을 장애를 가진 어린이들을 위해 유니세프에 기부[115]
- 2013년 1월 15일, 유니세프 한국위원회를 통해 난치병어린이 5명에게 각 1천만원 씩 총 5천만원의 후원금 전달[116]
- 2012년 10월 13일, 김연아 CF 의상 자선바자회, 수익금 전액 기부[117]
- 2012년 6월 2일, 남수단에 학교 건립을 위한 기금 7000만 원 기부[118]
- 2012년 4월 19일, KB국민은행, 김연아 '피겨Queen연아사랑적금' 판매로 조성된 기부금 1억원을 한국백혈병어린이 재단에 전달[119]
- 2012년 2월 27일, 유니세프 한국위원회를 통해 소년소녀 가장 5명에게 각 1천만원 씩 총 5천만원의 후원금 전달[120]
- 2012년 1월 4일, 김연아, 아이유 '얼음꽃' 음원 수익금 7천3백만원 피겨꿈나무들에게 기부[121]
- 2011년 12월 22일, '바보나눔 대축제'에 참석해 나눔성금 1천만원 기부[122]
- 2011년 12월 8일, '초록우산 어린이재단'에 다문화 가정 어린이 후원금 1천만원 기부[123]
- 2011년 9월 15일, 김연아 초상화 로열티 전액 기부[124]
- 2011년 8월 9일, 김연아 CF 의상 공개 경매 후 수익금 전액 기부[125]
- 2011년 5월 19일, 박정현과 평창올림픽 유치 기원 <꿈의 겨울> 음원 발표, 재능기부[126]
- 2011년 5월 1일, 세계 선수권 대회 상금을 일본 지진 피해 어린이들을 위해 유니세프에 기부[127]
- 2010년 12월 27일, 소년소녀 가장을 위해 유니세프에 5천만원 기부[128]
- 2010년 12월 2일, 김연아, 이승기 '스마일보이' 음원 수익금 4천만원 피겨,축구 유망주에게 기부[129][130]
- 2010년 9월 10일, KB카드, 김연아 '연아사랑 나눔 기프트 카드' 판매 수익급 중 2600만원 기부[131]
- 2010년 8월 7일, 미주 동포 후원재단 '자랑스러운 한국인상' 상금으로 받은 1만달러를 유니세프에 기부.[132]
- 2010년 7월 26일, KB 국민은행, 김연아'피겨Queen연아사랑적금'판매로 조성된 기부금 1억원을 한국백혈병어린이재단에 기부.[133]
- 2010년 7월 23일, 김연아 애장품 제공, 삼성하우젠 <피겨 꿈나무를 위한 자선바자회> 수익금 2천만원 기부[134]
- 2010년 5월 31일, 아프리카 드림호 1호 기부[135]
- 2010년 4월 20일, 제30회 장애인의 날을 라디오방송되는 '장애 인식 개선 캠페인'(공익 광고)에 출연하여 받은 출연료 4천만원을 한국장애인재단에 기부.[136]
- 2010년 4월 20일, 천안함 침몰 사건의 피해 유가족들을 위하여 아이스쇼의 수익금 중 5천만원을 위로성금으로 기부.[137]
- 2010년 1월 19일, 아이티 지진피해 구호금으로 1억원을 기부[138]
- 2009년 12월 7일, 제이에스티나 '김연아컬렉션' 수익금 10% 기부[139]
- 2009년 5월 6일, 김연아가 직접 만든 '아우인형'과 후원금을 유니세프에 전달.[140]
- 2009년 4월 16일, 월드비전 성남종합사회복지관에 소년소녀 가장들을 지원하기 위해 1억원 상당의 유제품을 기부(김연아 5천만원+매일유업 5천만원)[141]
- 2008년 12월 25일, 아이스쇼 Angels on ice를 개최한 후 공연 수익금 약 1억 4천만원을 소아암 등 희귀병에 걸린 어린이들에게 전액 기부[142]
  - 김연아 어머니 박미희씨가 책 '아이의 재능에 꿈의 날개를 달아라' 인세 불우이웃돕기 지원[143]
  - 김현정선수 해외 전지훈련 비용 3천만원 지원
  - 어려운 주변환경에도 피겨의 꿈을 키워나가는 유소년 선수들에게 매년 1인당 수천만원을 지원.
  - '꿈을 키우라'는 의미로 김연아의 의상 등을 무상 제공.
- 2008년 12월 24일, 저소득층 가정의 자녀 중 2009년 중학교와 고등학교에 입학하는 신입생들에게 1억원 상당의 동절기 교복 기부[144]
- 2008년 12월 16일, 김연아와 함께하는 스포츠토토 캠페인을 통해 조성된 '행복기부금'을 유망주 1인당 5백만원씩 총 5천만원을 장학금으로 기부 및 일일클리닉 등 재능기부[145]
- 2008년 12월, 그랑프리 파이널에서 팬들에게 받은 인형 1000여개를 김연아선수가 직접 선정한 곳에 기부[146]
  - 내용 : 가톨릭대학교 여의도 성모병원, 고려대학교 구로병원, 고려대학교 안산병원, 국립암센터, 적십자병원, 동천의 집, 송죽원, 서울특별시 동부아동상담소, 이화여자대학교 해외건축봉사단, 거제도 애강원, 고려대 봉사단
- 2008년 5월 19일, 1억원 상당의 교복을 기부(광고출연료 중 일부를 현물로 지급받아 기부)[147]
- 2008년 5월 19일, 4천만원 상당의 유제품을 소년소녀 가장들에게 1년간 지원(광고출연료 일부를 현물로 지급받아 기부)[147]
- 2008년 5월 14일 김연아, 대신증권과 함께 피겨 꿈나무 장학금 5천만원 기부(김연아 강연료 전액 기부 포함)[148]
- 2007년 12월 25일, 서해안 기름 유출 사고로 시름에 잠긴 태안 지역 학생들에게 2천만원 상당의 교복 100여벌 기부[149]
- 2007년 9월 18일, 아이비클럽 CF출연료 중 1억원을 가정형편이 어려운 청소년들에게 기부(김연아 1억, 아이비클럽 1억, 총 2억 기부)[150]
- 2007년 5월 8일, 피겨 꿈나무 김현정 선수에게 LG생활건강 광고모델 수익금의 일부인 장학금 1천만원을 장학금으로 기부[151]
- 2007년 1월 25일, 피겨 꿈나무들에게 1천 2백만원의 장학금 기부[152][153]

## 가족
- 배우자
  - 고우림 (포레스텔라) (2022년 10월 22일 ~)

## 관련 출판물

### 서적
자서전
| 책 이름             | 출시일          | 페이지 | 판형 | 출판사     | 국제 표준 도서 번호    | 비고        |
| ------------------- | --------------- | ------ | ---- | ---------- | ---------------------- | ----------- |
| 김연아의 7분 드라마 | 2010년 1월 28일 | 288쪽  | A5   | 중앙출판사 | ISBN 978-89-451-2515-6 |             |
| 김연아처럼          | 2010년 3월 30일 | 168쪽  | A5   | 중앙출판사 | ISBN 978-89-451-2516-3 | 어린이/아동 |

관련 서적
- 《체육인 27인의 감동 수기 : 그대들이 있어 대한민국은 행복합니다》, 국민체육진흥공단, 2008.9. - 88 서울 올림픽 20주년 기념 발행
- 《아이의 재능에 꿈의 날개를 달아라》, 박미희 지음, 폴라북스, 2008.7. - 피겨여왕 김연아 엄마 박미희가 들려주는 꿈과 희망의 메시지
- 《신동들의 비밀 수첩 : 피겨 신동 김연아에서 수영 신동 박태환까지》, 이나영.이정은 지음, 해냄주니어, 2007.11.
- 《도전! 슈퍼코리언 김연아》, 주니어중앙, 2008.2.
- 《한 번의 비상을 위한 천 번의 점프》, 브라이언 오서 지음, 웅진지식하우스, 2009.8.

### 음반 목록
정규 음반
- 김연아의 클래식 앨범 'Fairy on the Ice' (유니버설 뮤직)
- 김연아의 팝 앨범 'Fairy on the Ice - The Pop Album' (유니버설 뮤직)
- 김연아의 클래식 앨범 'The Queen on Ice' (유니버설 뮤직)

싱글
- '더 스타쇼' (SBS 콘텐츠 허브)
- 'Smile Boy' (이승기와 김연아) (후크 엔터테인먼트)
- '슈퍼 걸' (김연아, 씨스타와 일렉트로보이즈) (제일 기획, 로엔 엔터테인먼트)
- '꿈의 겨울' (김연아와 박정현) (제일 기획, 유니버설 뮤직)
- '얼음꽃' (아이유와 김연아) (로엔 엔터테인먼트)
- 'Homage to Korea' (유니버설 뮤직)
- 'The Queen On Ice (김연아 2014 소치올림픽 프로그램)' (유니버설 뮤직)